# Marienkirche (Wolfenbüttel)
Die Hauptkirche Beatae Mariae Virginis (kurz: Hauptkirche BMV, BMV oder Hauptkirche) zu Wolfenbüttel ist eine protestantische Kirche. Sie wird manchmal unter Bezug auf die Vorgängerkirche auch als Marienkirche bezeichnet; [Ecclesia] Beatae Mariae Virginis bedeutet „[Kirche] der seligen Jungfrau Maria“. Der Bau wurde von Herzog Heinrich Julius in Auftrag gegeben und 1608–1624 ausgeführt. Die Marienkirche ist bis heute eine der großen Kirchen des Braunschweiger Landes.

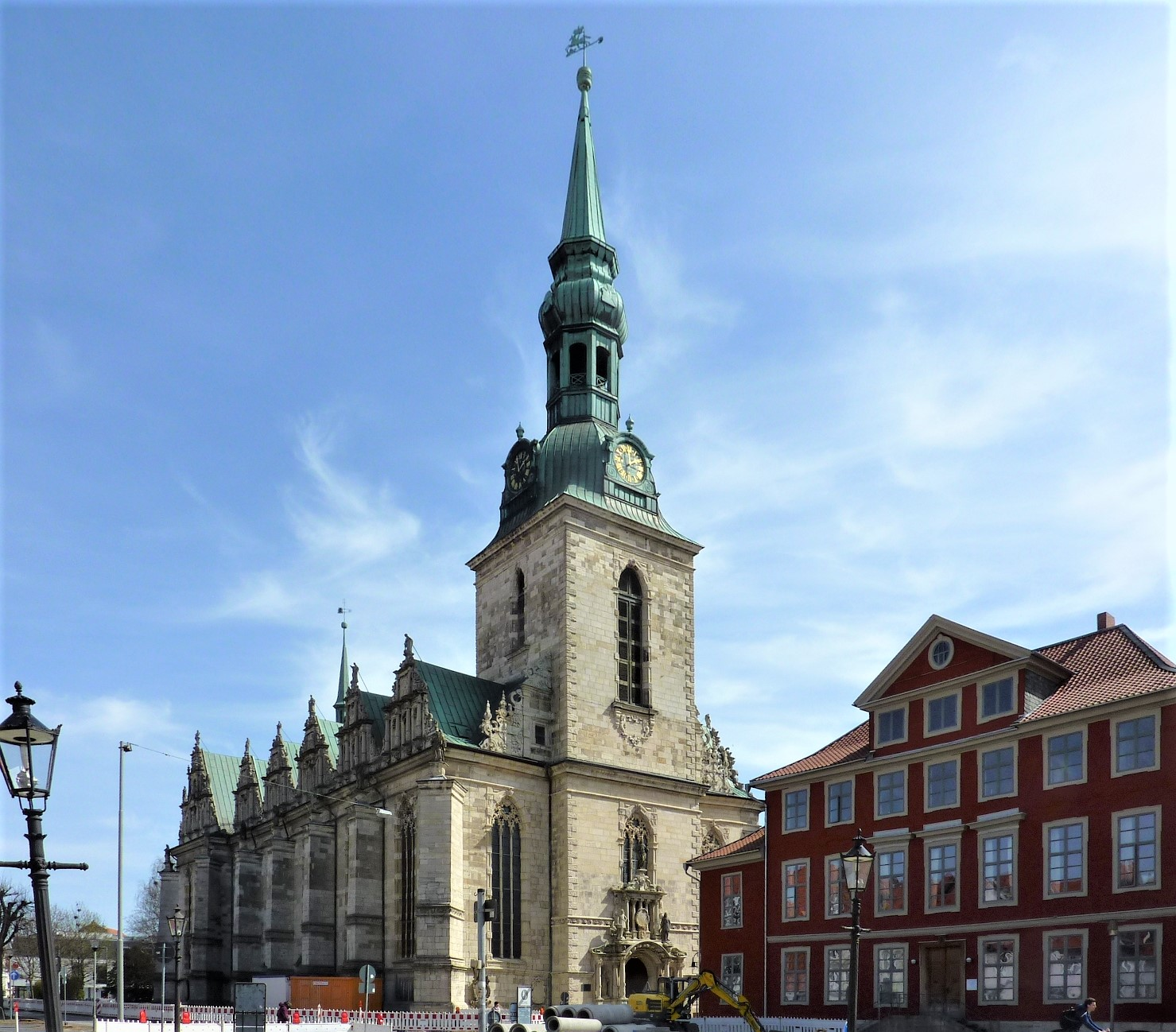
Hauptkirche BMV zu Wolfenbüttel

## Baugeschichte

### Bau
Die Kirche hat sowohl Stilelemente der Gotik (Fenster), der Renaissance als auch des Barocks (Giebel). Diese stilistische Vielfalt ist charakteristisch für die Nachgotik, bei der die Elemente der Gotik bewusst als Bedeutungsträger für „Altehrwürdigkeit“ eingesetzt wurden.
Die Geschichte der Hauptkirche BMV steht in engem Zusammenhang mit der Entwicklung Wolfenbüttels zur herzoglichen Residenzstadt. Östlich des Schlosses stand zuvor eine kleine Marienkapelle, die 1301 erstmals urkundlich erwähnt ist. Von Herzog Heinrich dem Jüngeren 1533 zur herzoglichen Grablege ausgebaut, entstand an dieser Steile etwa ein halbes Jahrhundert später unter Beibehaltung des Namens die erste große protestantische Kirche. Auslösend war ein Gesuch der „Prediger und Kirchenväter“, mit dem sie im Januar 1604 an den regierenden Herzog Heinrich Julius herantraten. Dieser war zudem bestrebt, gleichzeitig eine neue Grablege für die fürstliche Familie zu errichten.
Mit dem Bau wurde 1608 unter der Leitung des herzoglichen Baumeisters Paul Francke begonnen. Im Jahr 1613 waren die Arbeiten so weit fortgeschritten, dass der überraschend in Prag verstorbene Herzog Heinrich Julius in der neuen Fürstengruft beigesetzt werden konnte. Trotz des Dreißigjährigen Krieges wurden die Bauarbeiten bis zum Jahre 1624 weitgehend abgeschlossen. Das Notdach auf dem Turm wurde erst 1751 durch den heute vorhandenen barocken Turmhelm ersetzt. Dem Bildhauer Jacob Meyerheine werden die Portale an der Nord- und Südseite zugeschrieben.
Die Marienkirche sollte eine Predigt- und Abendmahlskirche zur Verkündigung des reformatorischen Glaubens für die Gemeinde werden, zugleich aber auch den Wunsch nach fürstlicher Repräsentation erfüllen. Paul Francke griff auf die gotische Konzeption der niederdeutschen Hallenkirchen zurück. Gleichzeitig zeigen sich an der Marienkirche auch Ideen „humanistischer Architektur“ aus Italien und der Niederländischen Renaissance. Das nach eigener „Manier“ kombinierte Gesamtkunstwerk ist somit ein Beispiel des deutschen Manierismus. Allerdings wurde das Westportal, 1645 fertiggestellt, eindeutig im barocken Stil geschaffen.

### Nach dem Zweiten Weltkrieg
Im Zuge der 68er-Bewegung schloss sich der Theologiestudent Dietrich Düllmann am Abend vor Totensonntag 1968 in die Marienkirche ein. Bis gegen 23 Uhr zerstörte er mit einer Axt die Gedenktafeln der Gefallenen des Ersten Weltkrieges. Als Begründung gab er an „Das ist das Christentum, das Auschwitz ermöglicht hat.“ und zitierte Matthäus 3,10  „Schon ist die Axt an die Wurzel der Bäume gelegt.“ Hinzu kamen Störaktionen Düllmanns und seiner befreundeten Kommilitonen während des Gottesdienstes der St.-Trinitatis-Gemeinde. Dort verzichteten Kirchenvorstand und Propst auf eine Strafanzeige, während der Kirchenvorstand der Marienkirche laut einer Darstellung von Dietrich Kuessner Strafanzeige gegen Düllmann stellte und damit seine Verurteilung erwirkte.
Eine umfassende Sicherung und Restaurierung der Marienkirche geschah von 1969 bis 1985. Es gelang aufgrund von intensiven Farbuntersuchungen, die historisch gesicherte Farbgebung des 17. Jhs. wiederherzustellen.

## Ausstattung
- Vierungsaltar von 1830

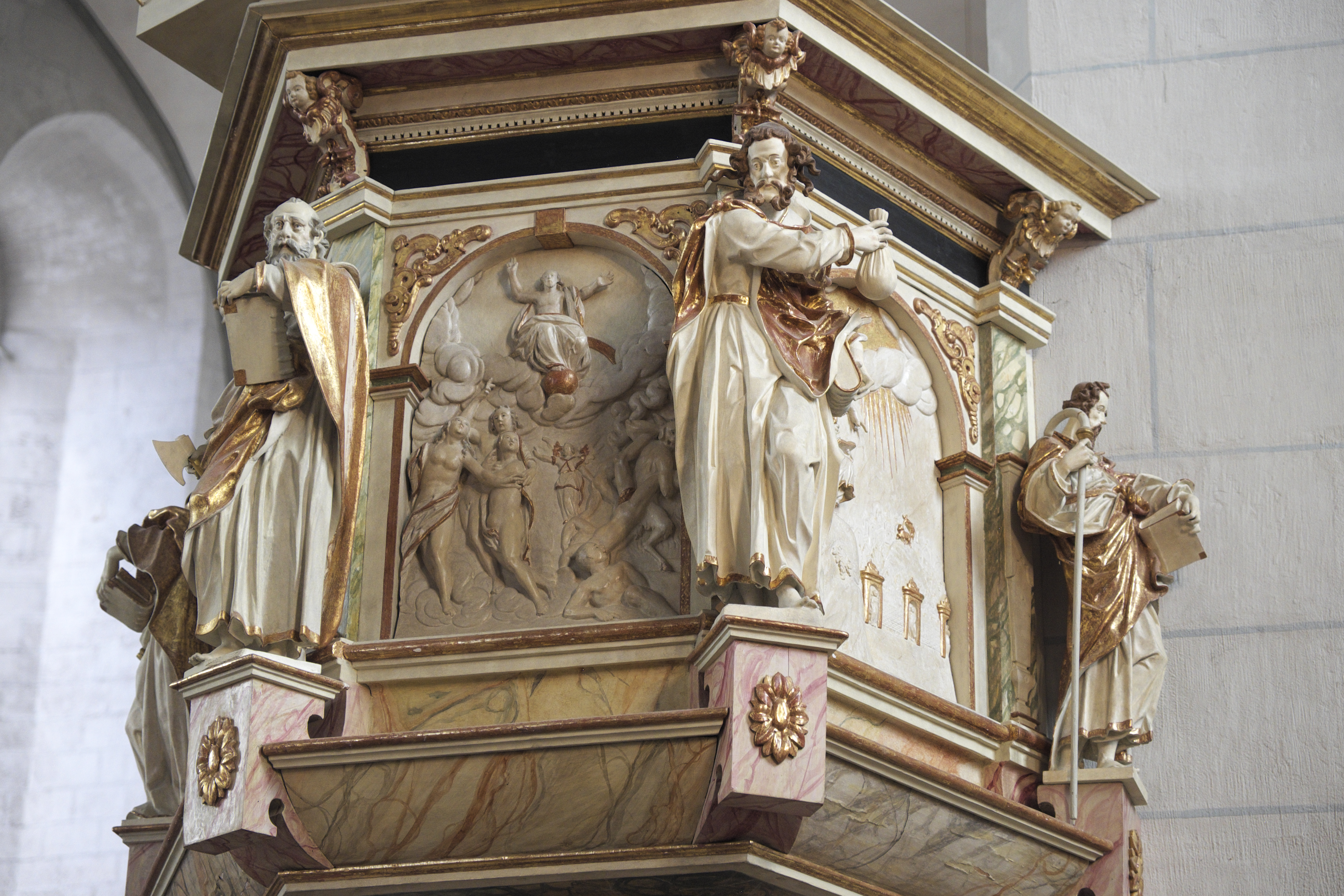
Kanzelkorb

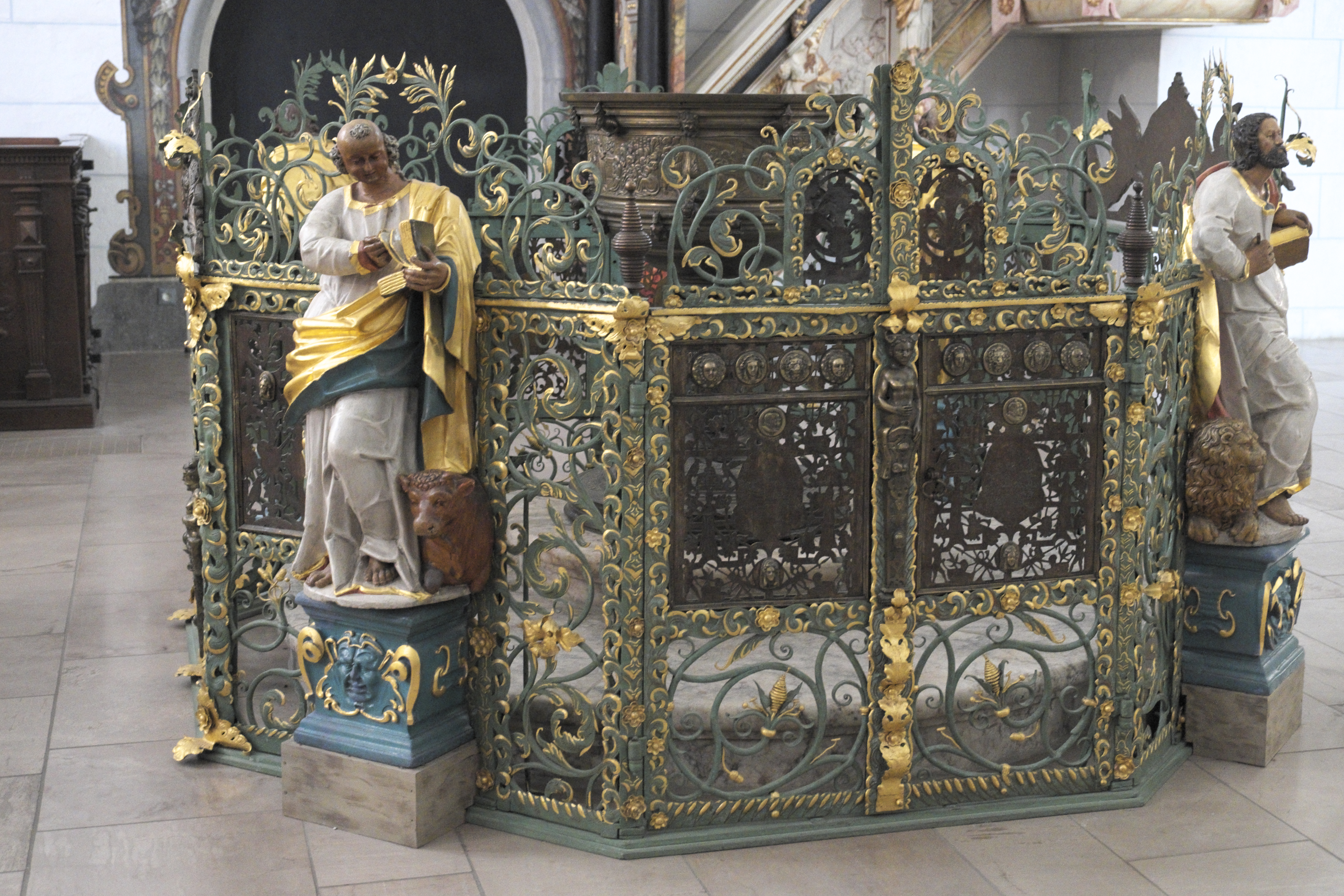
Taufbecken und Gitter

- Kanzel, Holz mit geschnitzten Reliefs von Georg Steyger, Quedlinburg, Auftrag 1619, aufgestellt 1623,
- Taufbecken, Messing gegossen, 1571 von Cord Mente, Braunschweig. Reliefs der Taufe Christi und Szenen aus der Apostelgeschichte.

### Hauptaltar
Das ursprünglich für die evangelische Trinitatiskirche in Prag 1612 von Bernhard Ditterich gefertigte barocke Retabel wurde 1623 nach Wolfenbüttel gebracht, erweitert und aufgestellt. Dreigeschossiger Aufbau, in der Predella Relief des Abendmahls, im Hauptfeld Skulpturengruppe der Kreuzigung, flankiert von einer Ölberggruppe und einem Ecce Homo, darüber Kreuzabnahme und Grablegung, in der Bekrönung der auferstandene Christus. Eine Restaurierung von 1985 hat die farbige Fassung wieder freigelegt.

### Orgel

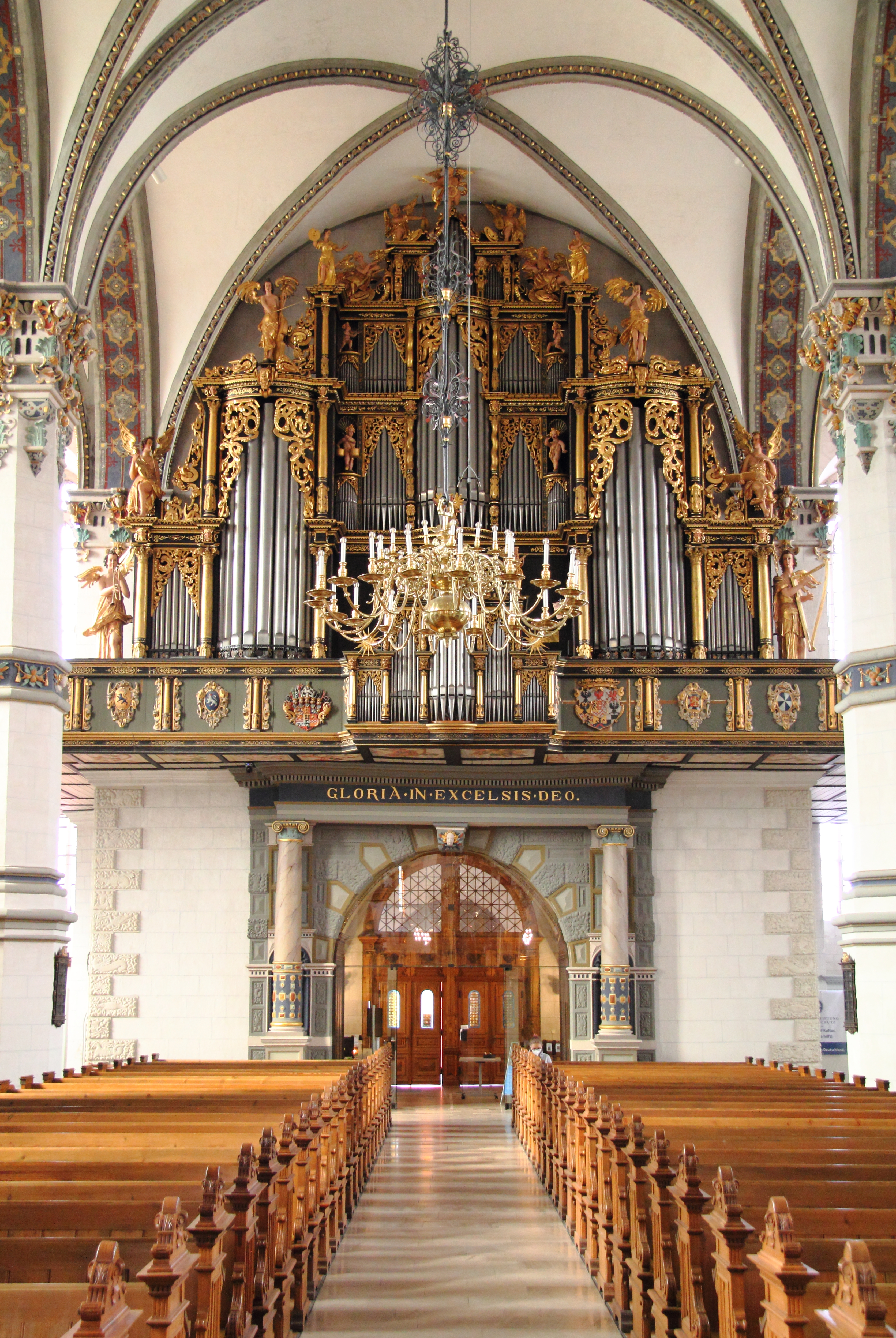
Orgel

Die Orgel wurde im Jahre 1959 von der Orgelbaufirma Karl Schuke (Berlin) erbaut. Das Instrument befindet sich in dem sehenswerten historischen Prospekt der Vorgängerorgel, die in den Jahren 1620–1624 von dem Orgelbauer Gottfried Fritzsche (Dresden) nach Anweisung des damaligen Hofkapellmeisters Michael Praetorius geschaffen wurde. Von diesem Instrument sind heute noch sechs Register erhalten. Im Jahr 1693 begann der Braunschweiger Orgelbauer Johann Friedrich Besser eine Reparatur, die jedoch aufgrund seines Todes am 25. Juni 1693 nicht vollendet werden konnte. Johann Josua Mosengel vollendete diese Reparatur im Jahr 1695 zusammen mit seinem Bruder Johann Elias. Dabei nahm er auch eine Dispositionsänderung vor.
Die heutige Orgel hat insgesamt 53 Register (4501 Pfeifen) mit vier Manualen und Pedal. Sie hat Schleifladen, die Spieltrakturen sind mechanisch, die Registertrakturen elektrisch.
| I Rückpositiv C– |       |   |
| Quintadena       | 16′   | F |
| Principal        | 8′    |   |
| Gedackt          | 8′    | F |
| Oktave           | 4′    | F |
| Spitzgedackt     | 4′    | F |
| Feldpfeife       | 2′    |   |
| Quinte           | 1 ⁄3′ |   |
| Sesquialtera II  | 2 ⁄3′ |   |
| Oberton II       |       |   |
| Scharff V-VII    |       |   |
| Dulcian          | 16′   |   |
| Schalmei         | 8′    |   |
| Tremulant        |       |   |

| II Hauptwerk C– |       |   |
| Principal       | 16′   |   |
| Oktave          | 8′    |   |
| Spitzflöte      | 8′    | F |
| Oktave          | 4′    |   |
| Koppelflöte     | 4′    |   |
| Nassat          | 2 ⁄3′ |   |
| Oktave          | 2′    |   |
| Cornett III-V   |       |   |
| Mixtur VI-VIII  |       |   |
| Scharff IV      |       |   |
| Trompete        | 16′   |   |
| Trompete        | 8′    |   |

| III Brustwerk C– |    |
| Gedackt          | 8′ |
| Rohrflöte        | 4′ |
| Principal        | 2′ |
| Oktave           | 1′ |
| Terzian II       |    |
| Scharff IV       |    |
| Vox humana       | 8′ |
| Holzregal        | 4′ |
| Tremulant        |    |

| IV Kronwerk C– |       |
| Quintadena     | 8′    |
| Nachthorn      | 4′    |
| Blockflöte     | 2′    |
| Nassat         | 1 ⁄3′ |
| Rauschwerk IV  |       |
| Cymbel III     |       |
| Bärpfeife      | 16′   |
| Trichterregal  | 8′    |
| Tremulant      |       |

| Pedal C–       |     |   |
| Principal      | 16′ |   |
| Untersatz      | 16′ |   |
| Oktave         | 8′  |   |
| Gedacktbaß     | 8′  | F |
| Oktave         | 4′  |   |
| Pommer         | 4′  |   |
| Bauernflöte    | 2′  |   |
| Baßaliquot IV  |     |   |
| Mixtur VI-VIII |     |   |
| Posaune        | 16′ |   |
| Trompete       | 8′  |   |
| Trompete       | 4′  |   |
| Sing. Cornett  | 2′  |   |

- Nebenregister: zwei Zimbelsterne (Rückpositiv)
- Spielhilfen: 6400 freie Kombinationen

## Glocken
Im Kirchturm hängen drei historische Glocken. Die älteste stammt noch aus der Vorgängerkirche.
| Glocke | Gussjahr | Gießer                    | Gewicht {\displaystyle \approx } | Durchmesser | Schlagton |
| ------ | -------- | ------------------------- | -------------------------------- | ----------- | --------- |
| 1      | 1659     | Heiso Meyer, Wolfenbüttel | ca. 3200 kg                      | 1755 mm     | h°        |
| 2      | 1683     | Heiso Meyer, Wolfenbüttel | ca. 1200 kg                      | 1295 mm     | dis′      |
| 3      | 1571     | Cordt Menten (d. Ä.)      | ca. 0650 kg                      | 1003 mm     | gis′      |

In der Turmlaterne hängen außerdem noch zwei Uhrschlagglocken.

## Gräber
Der Hofkapellmeister und Komponist Michael Praetorius (1571–1621) wurde in der Kirche bestattet. Der genaue Standort des Grabes ist heute nicht mehr bekannt. Auch der Baumeister Paul Francke wurde in der Marienkirche beigesetzt. In der ersten, heute unzugänglichen Fürstengruft wurden zwischen 1553 und 1606 12 Mitglieder des Herzogshauses bestattet, in der zweiten, heute zugänglichen Gruft zwischen 1613 und 1767 29 Mitglieder. Nahe dieser zweiten Gruft wurde 1624 auf Anordnung des Herzogs der Theologe Basilius Sattler beigesetzt, ein Epitaph erinnert noch heute an ihn.

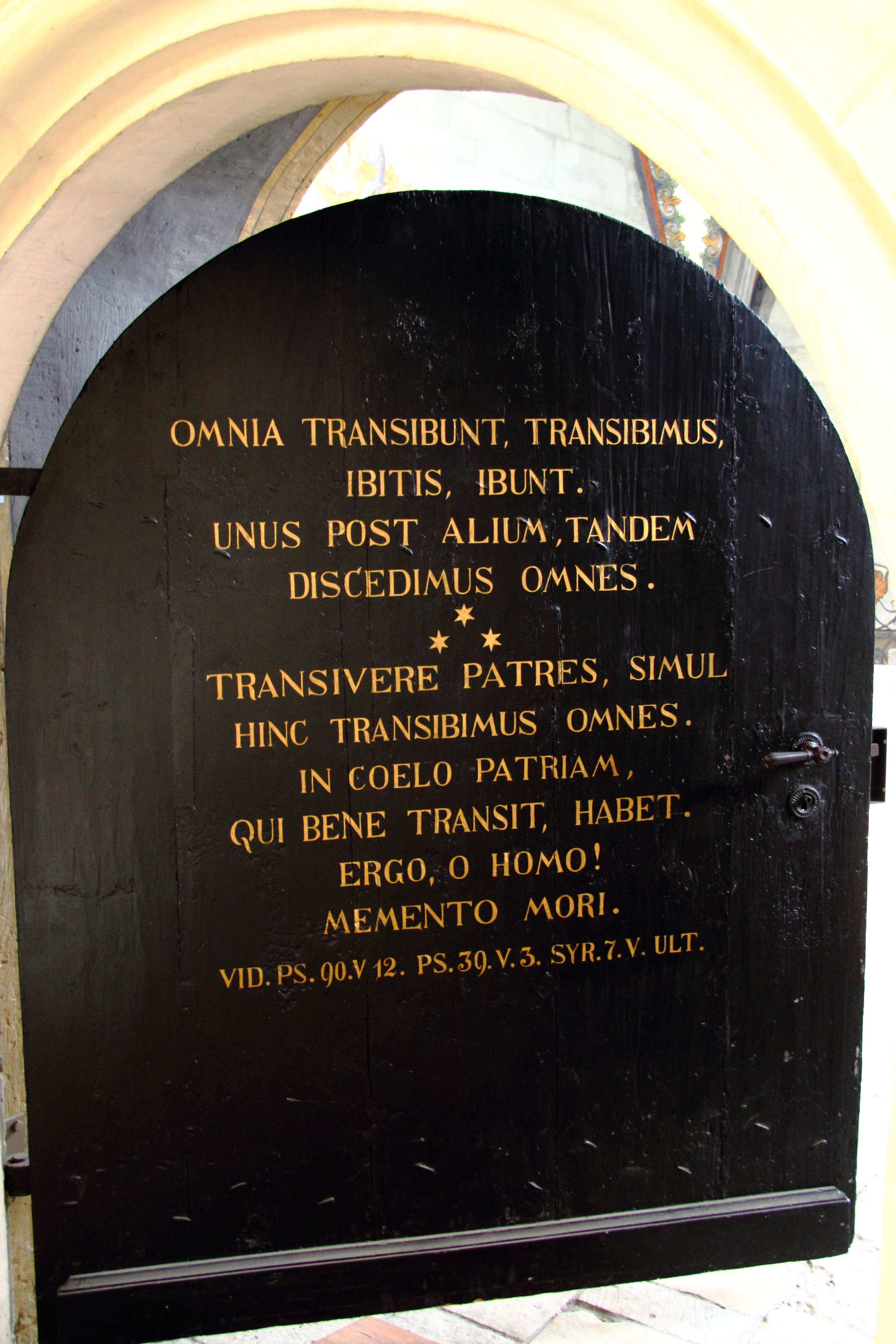
Eingangstür zur Gruft mit lateinischen Bibelzitaten aus den Psalmen
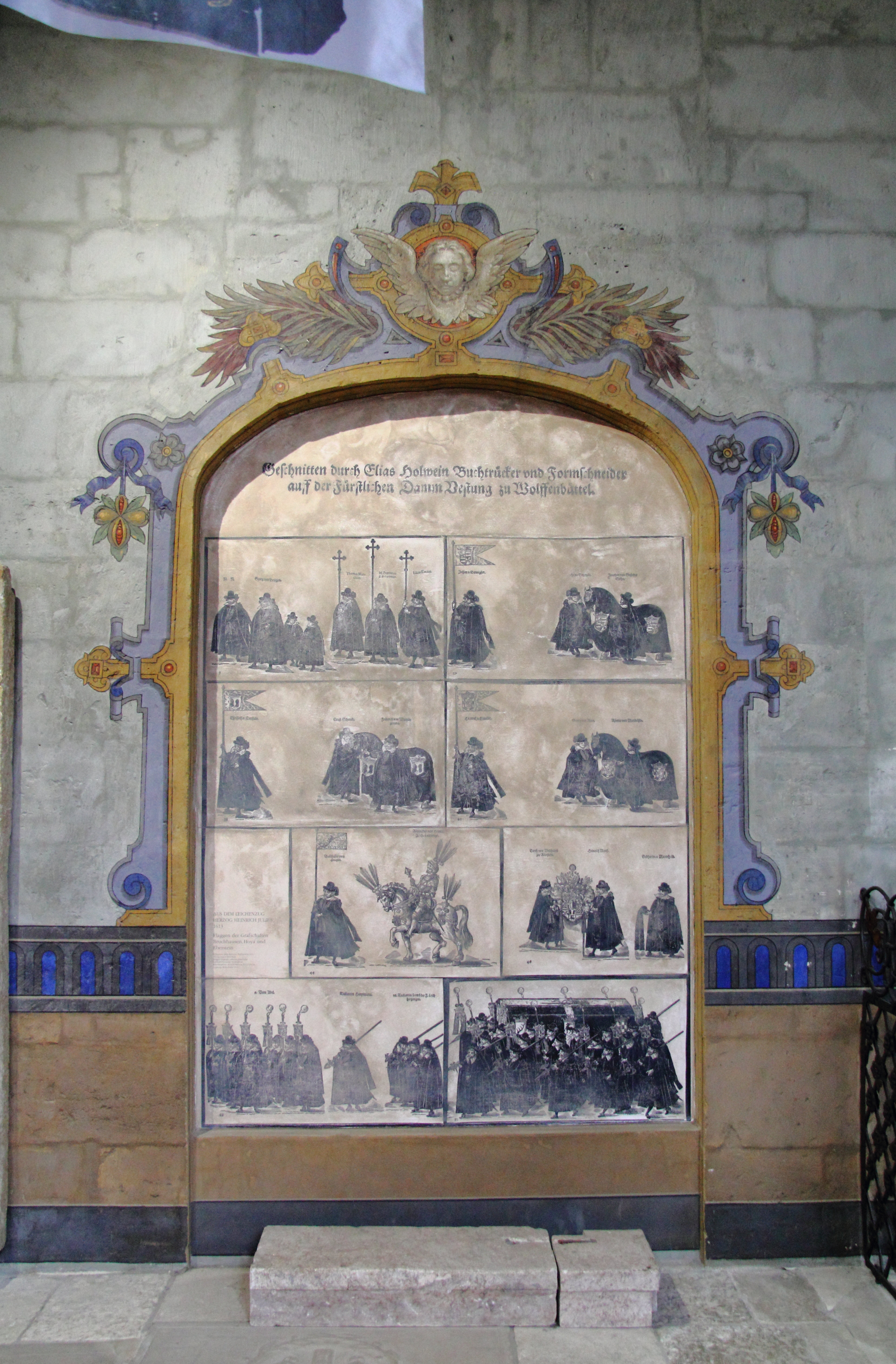
Wandmalerei im Vorraum der Gruft mit einer Darstellung des Leichenzuges des Herzogs Heinrich Julius
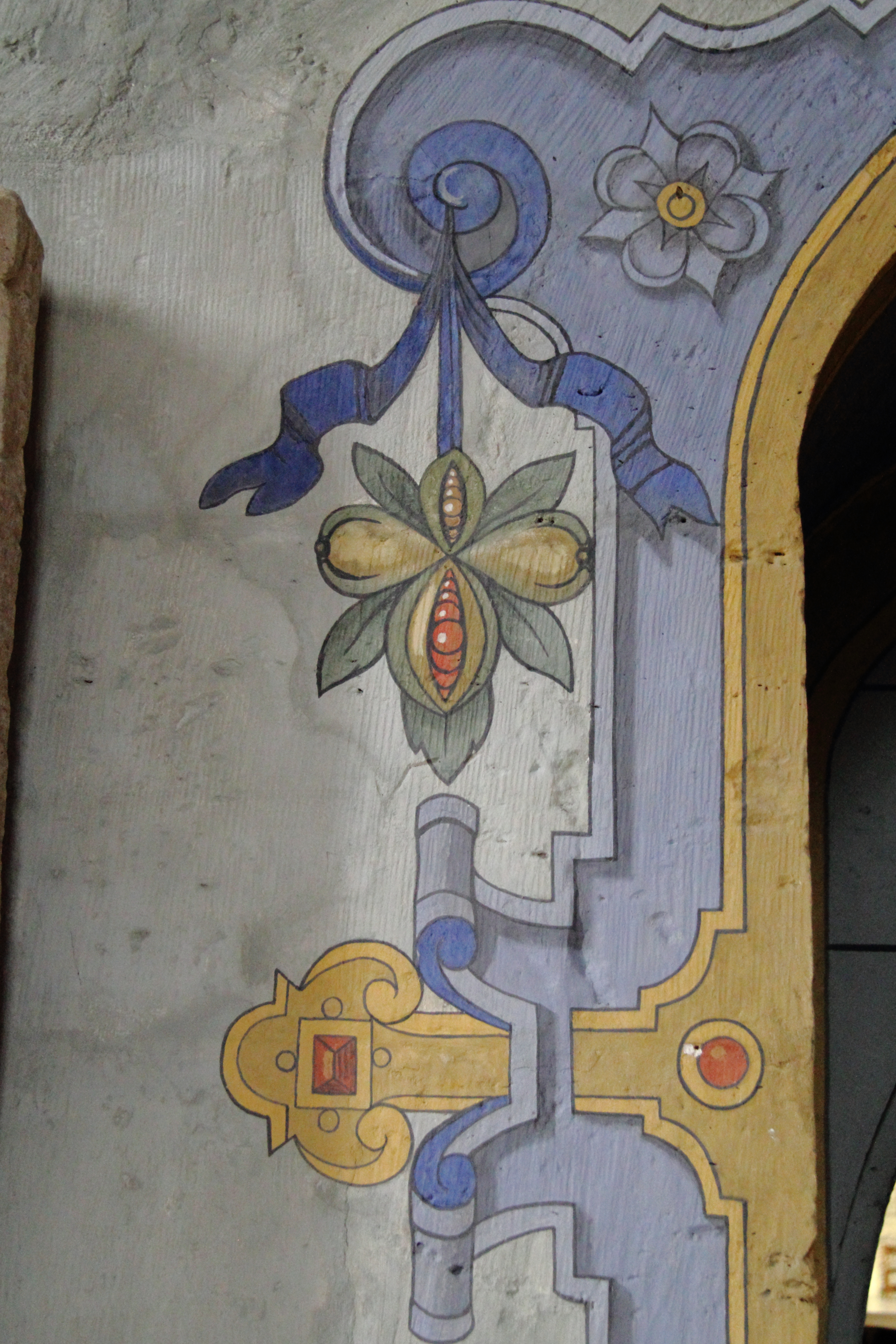
Vegetabile Dekorationselemente im Vorraum
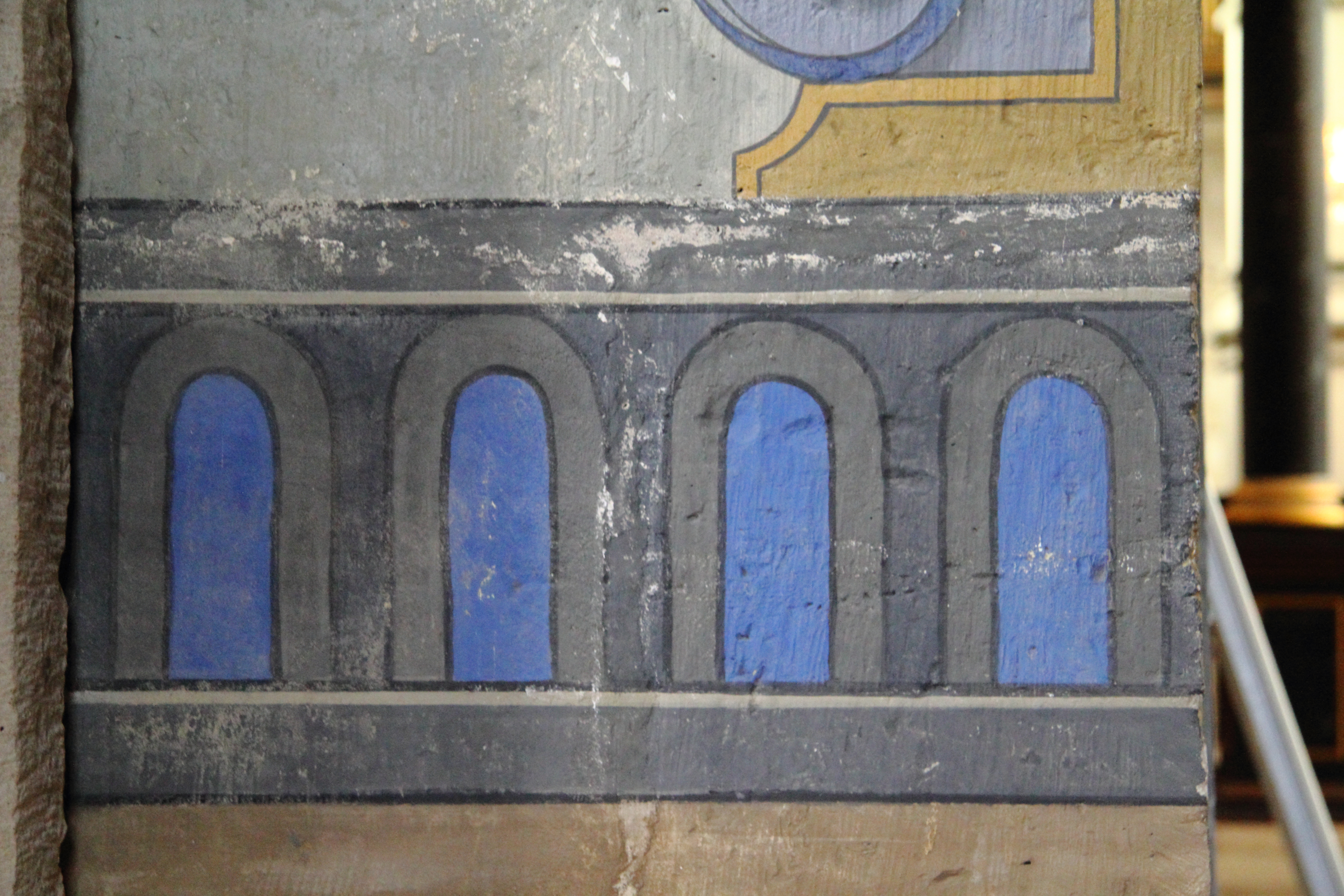
Geometrische serielle Elemente

## Veranstaltungen
Neben Gottesdiensten finden in der Kirche auch Veranstaltungen, wie beispielsweise Konzerte, statt. Überregionale Aufmerksamkeit erhielt das Gotteshaus mit der vom NDR live im Ersten übertragenen Christvesper am Heiligen Abend 2011; es predigte Landesbischof Friedrich Weber.

## Bildergalerie

Allgemeine Ansichten
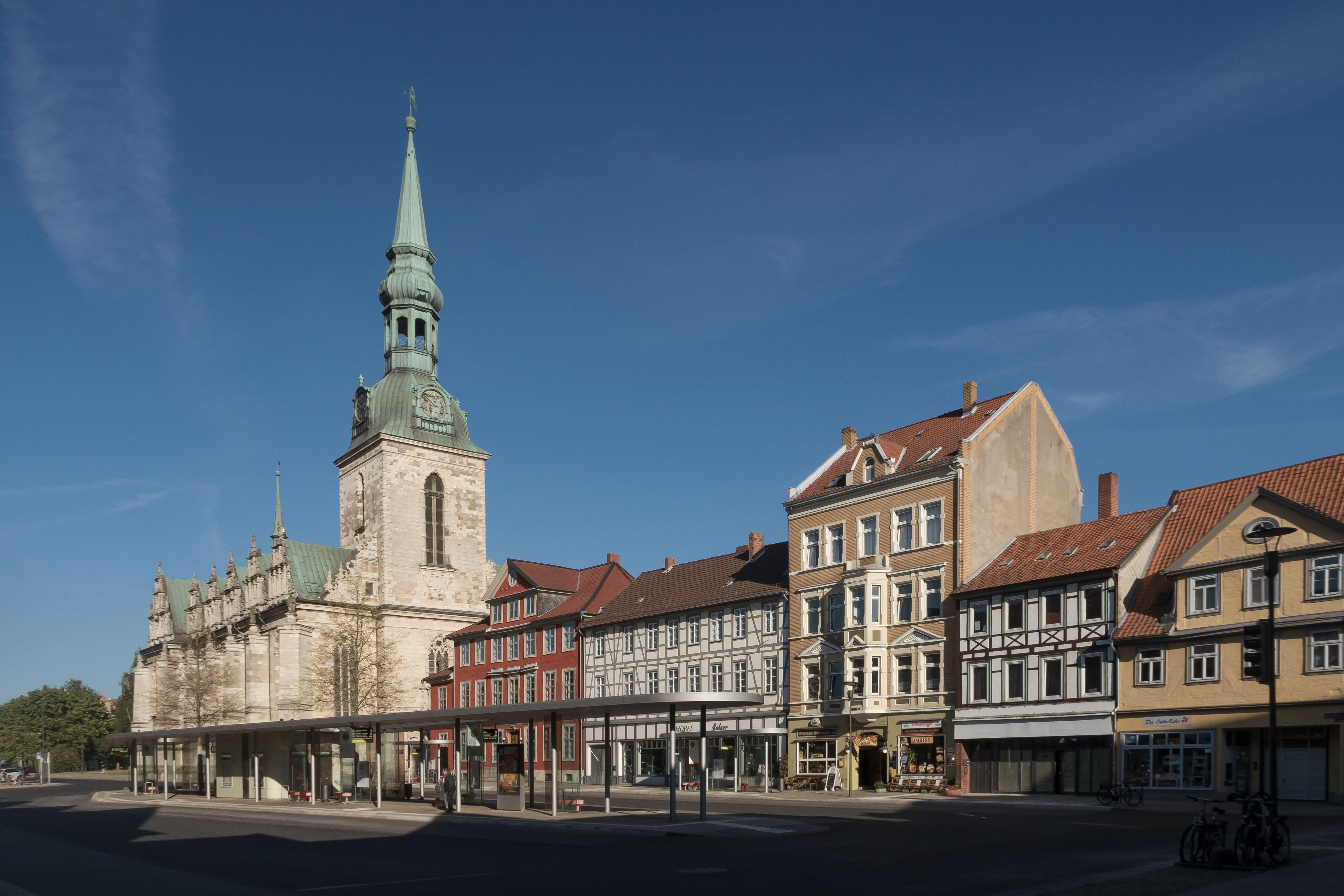
Marienkirche und Busbahnhof
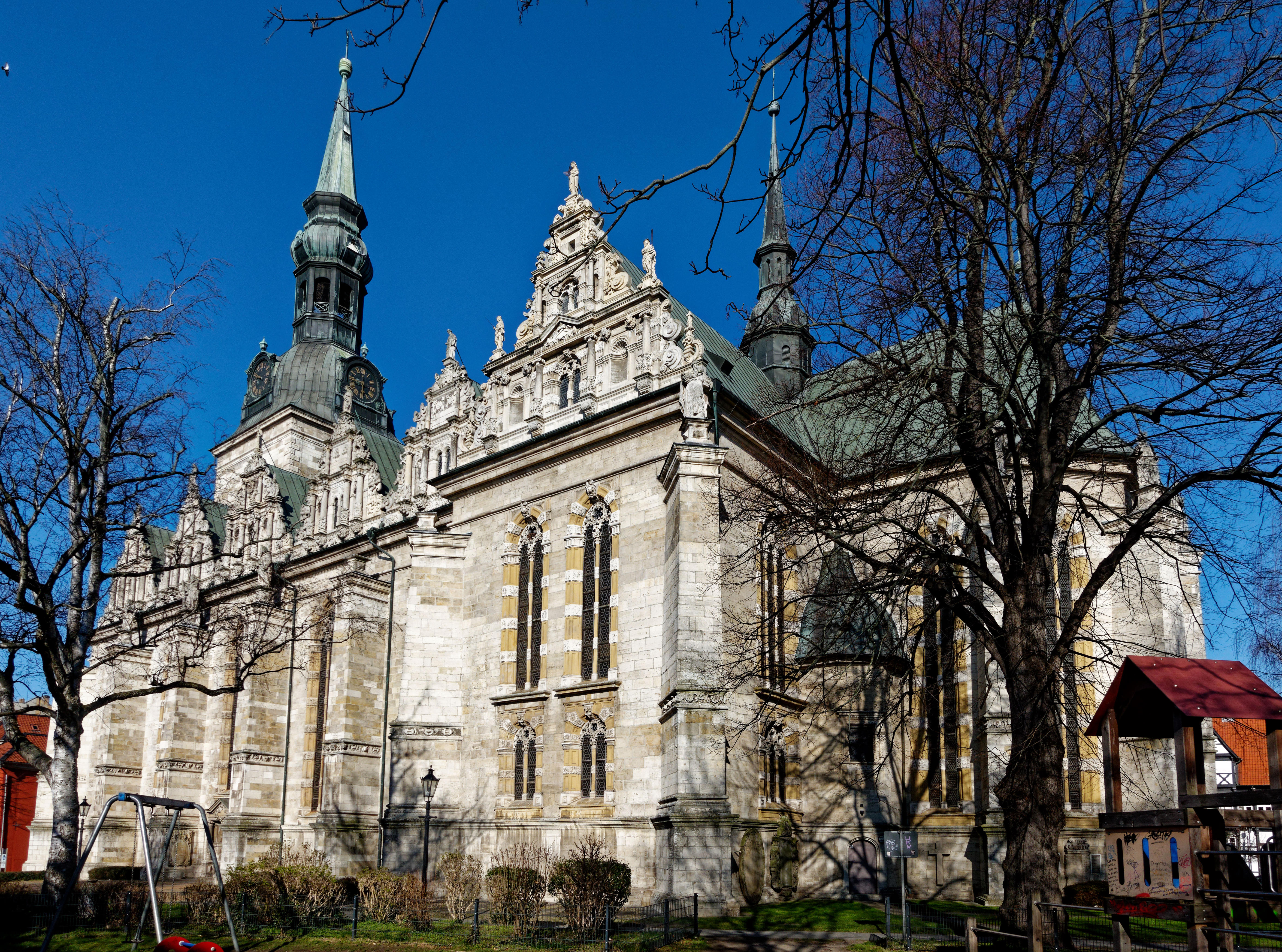
Südostansicht
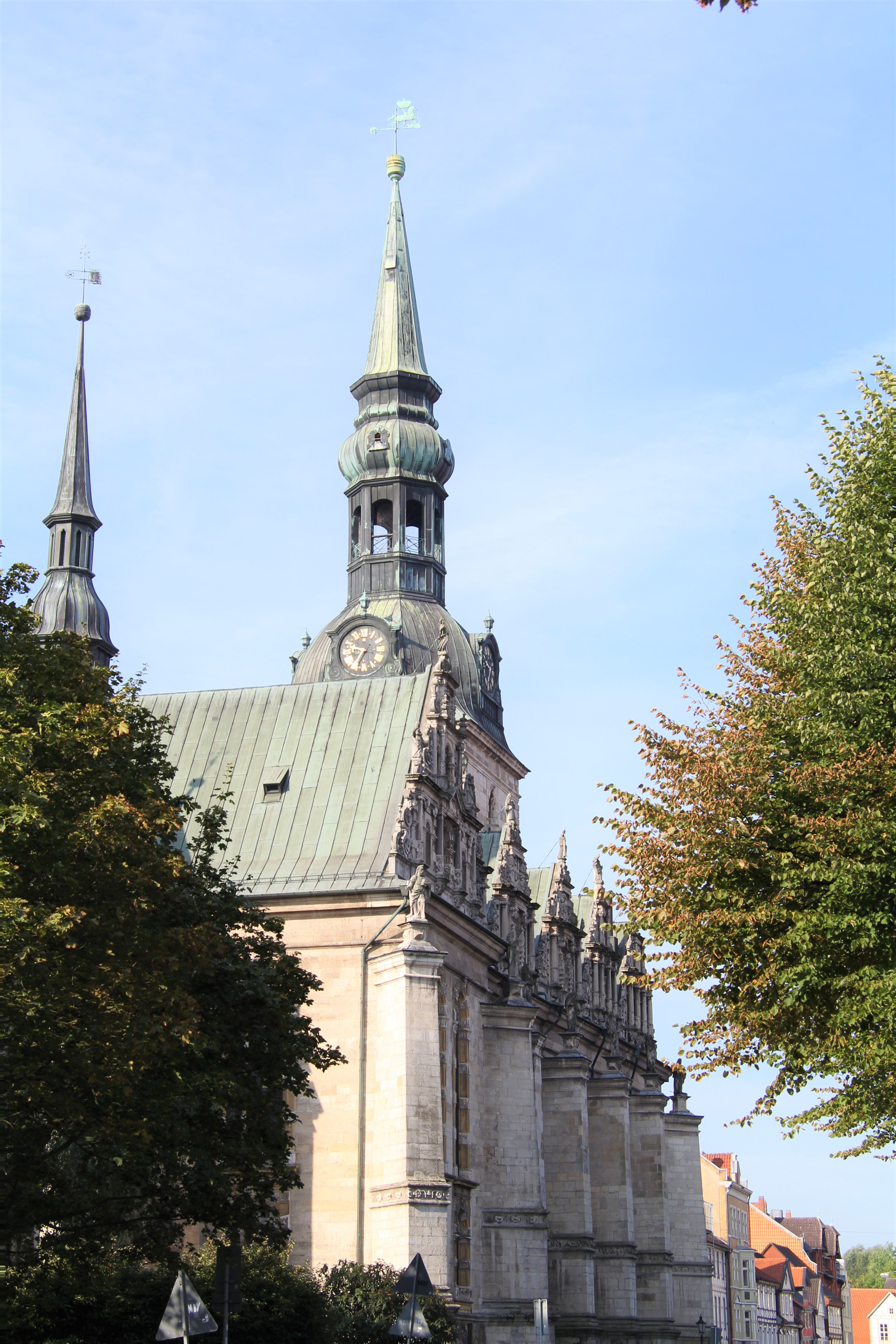
Außenansicht, Nordostseite
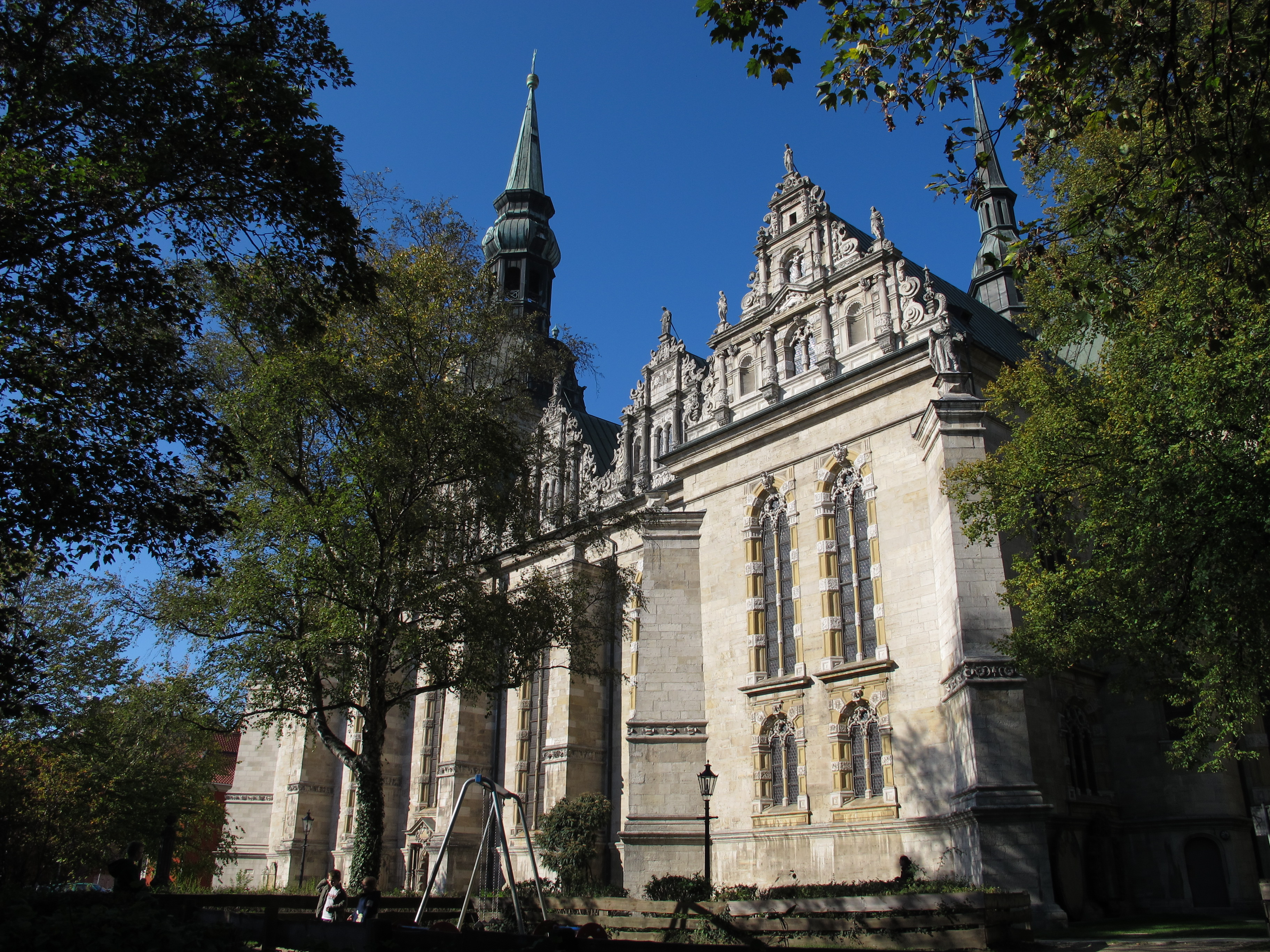
Außenansicht, Südostseite
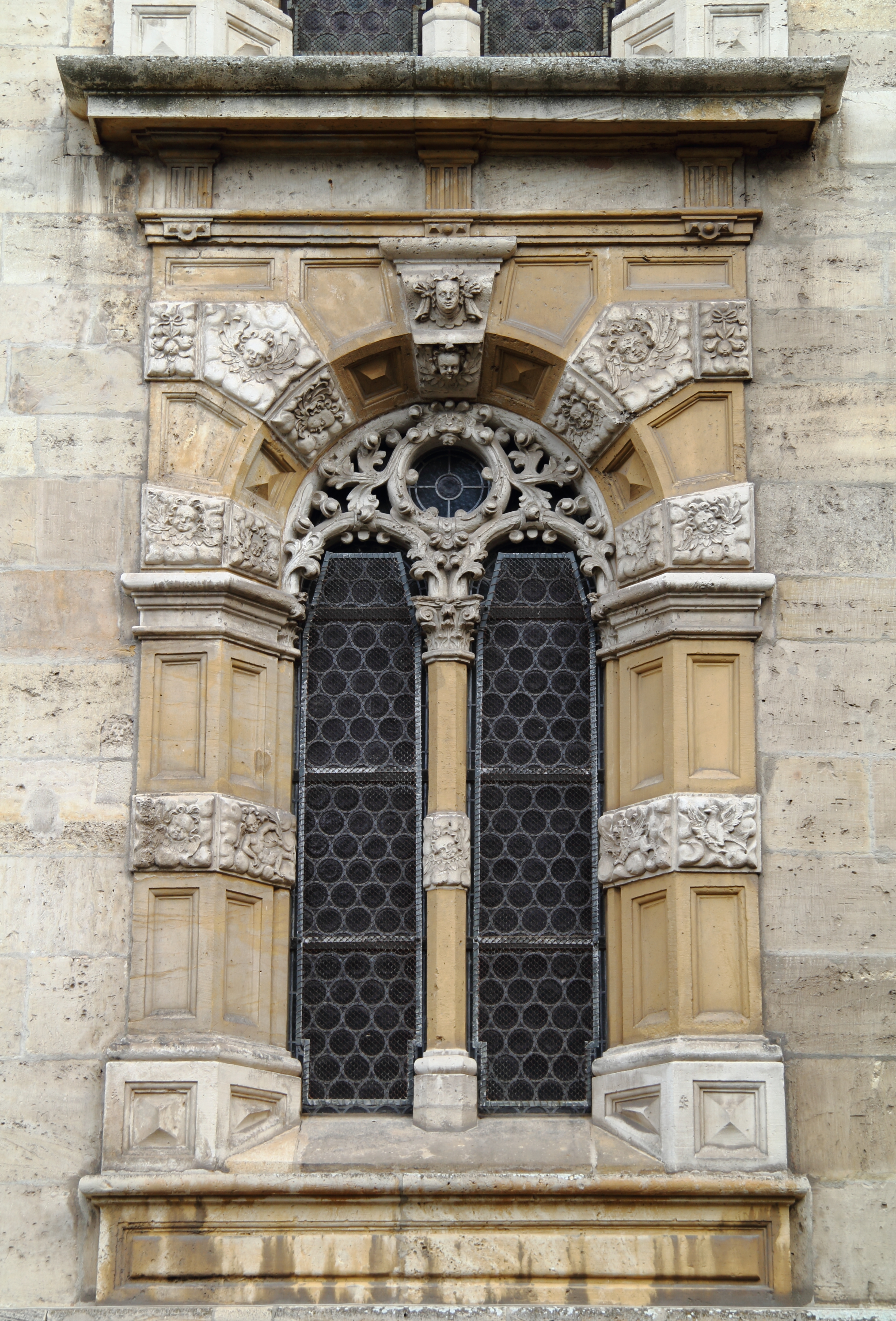
Fensterdekoration
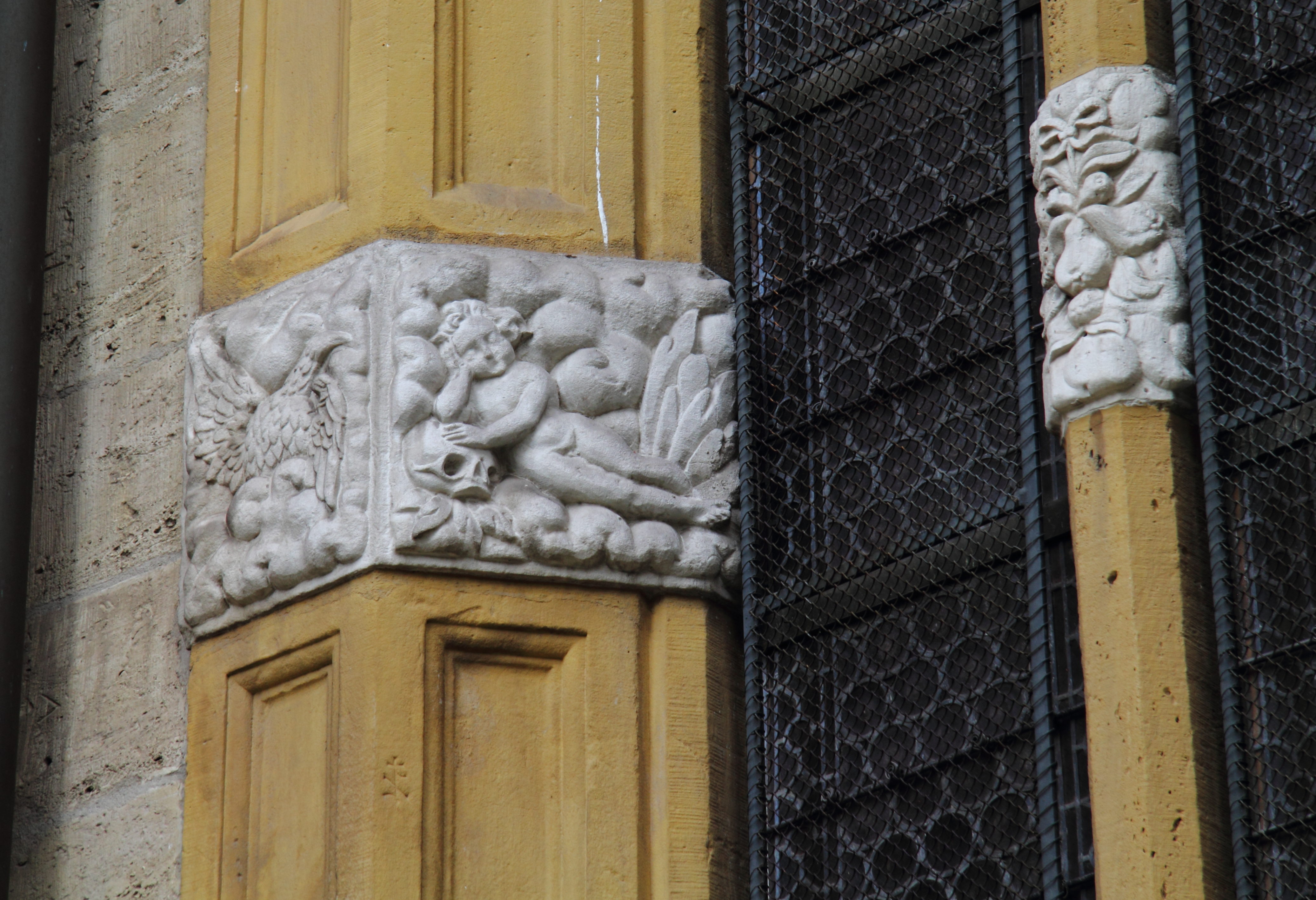
Fensterdekoration (Detail)
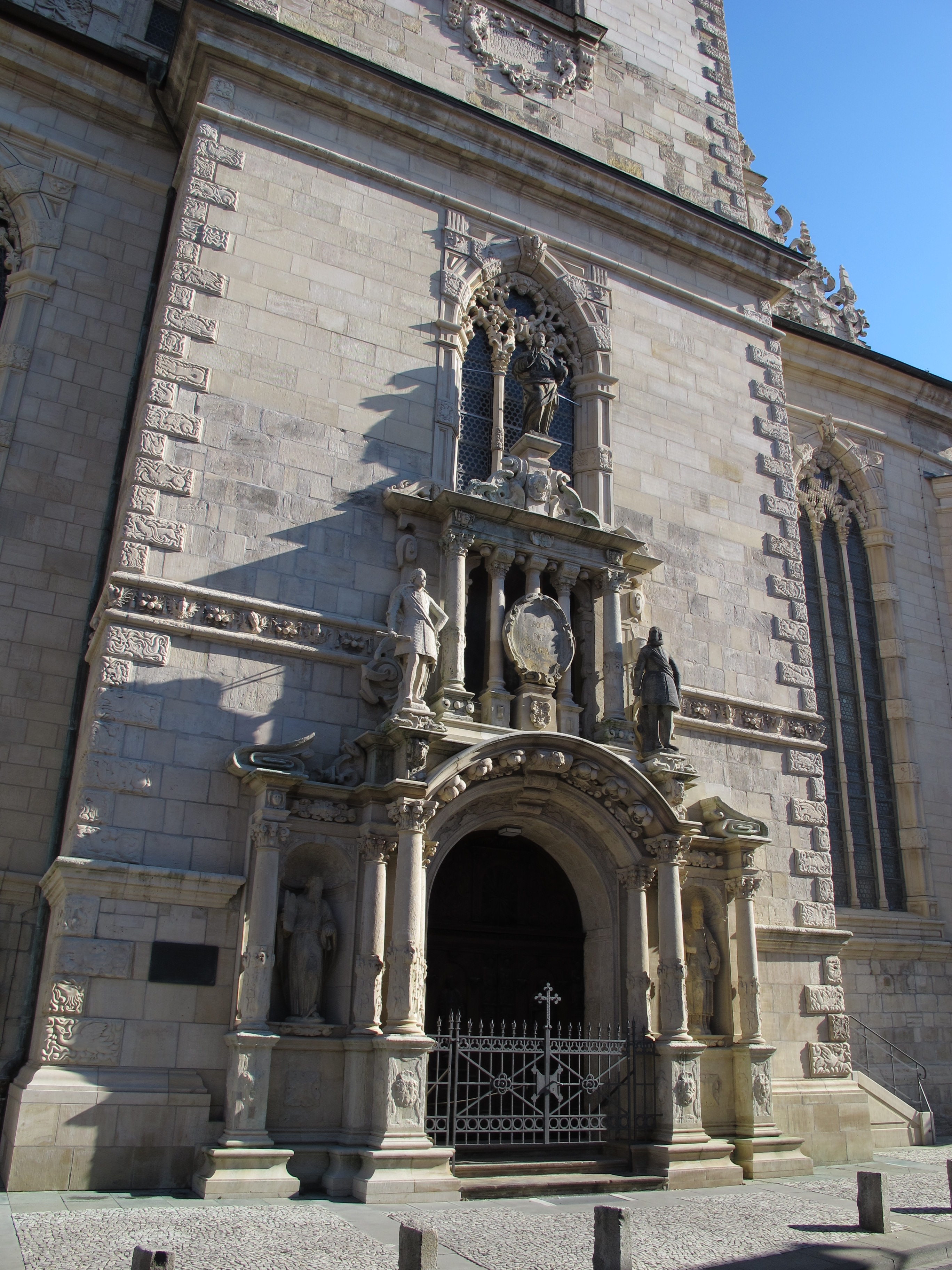
Portal
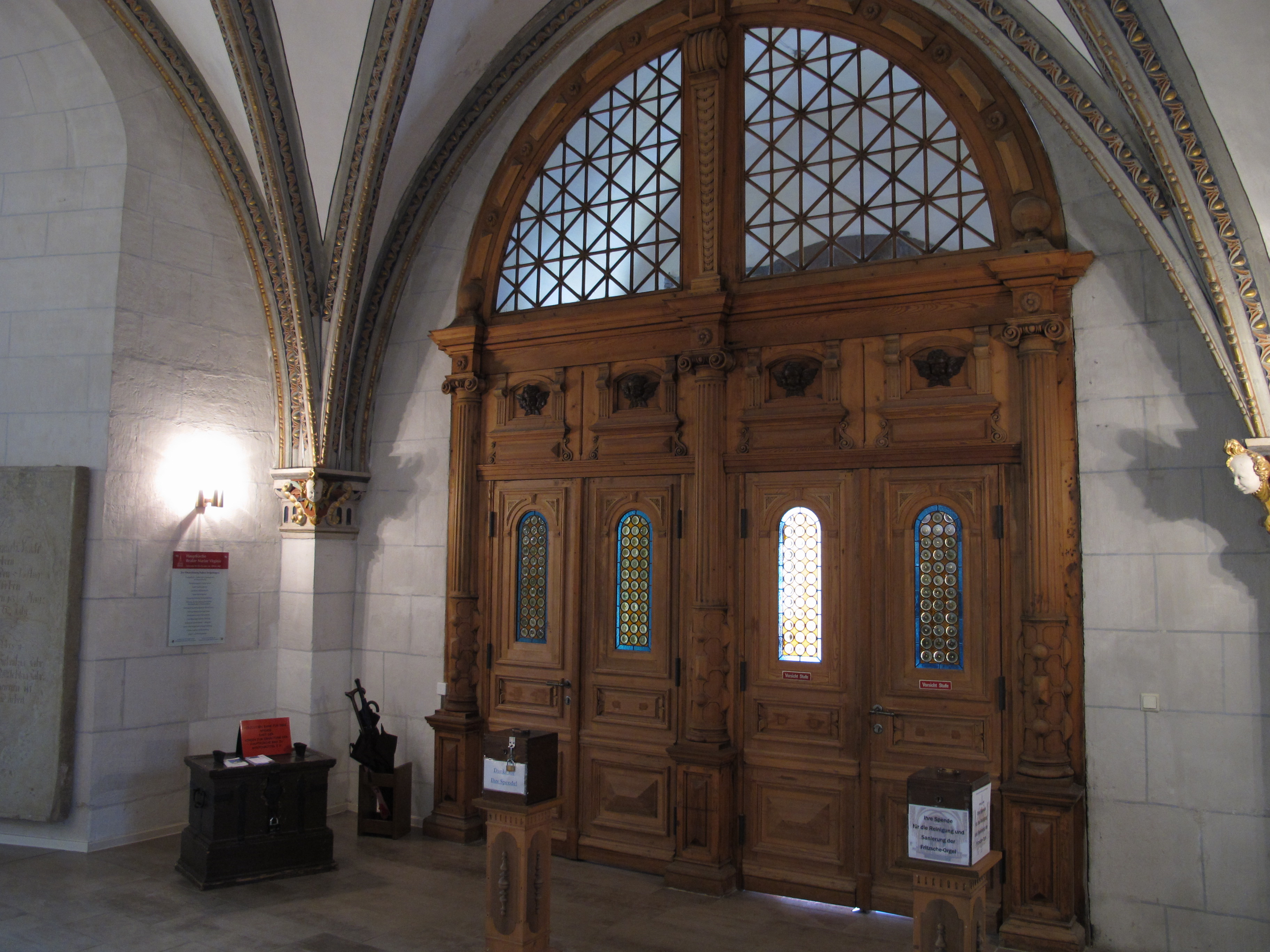
Portal von innen
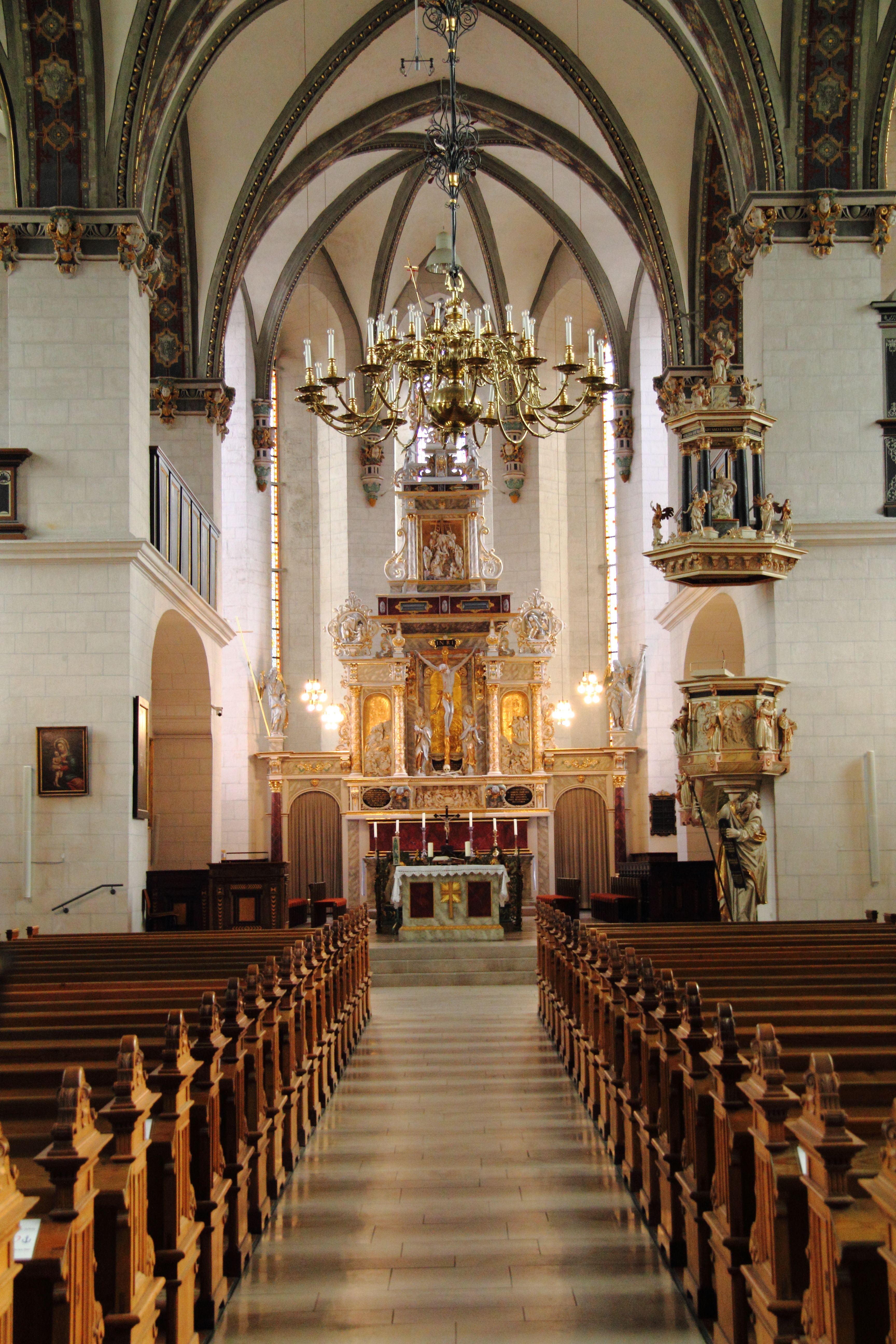
Kirchenschiff
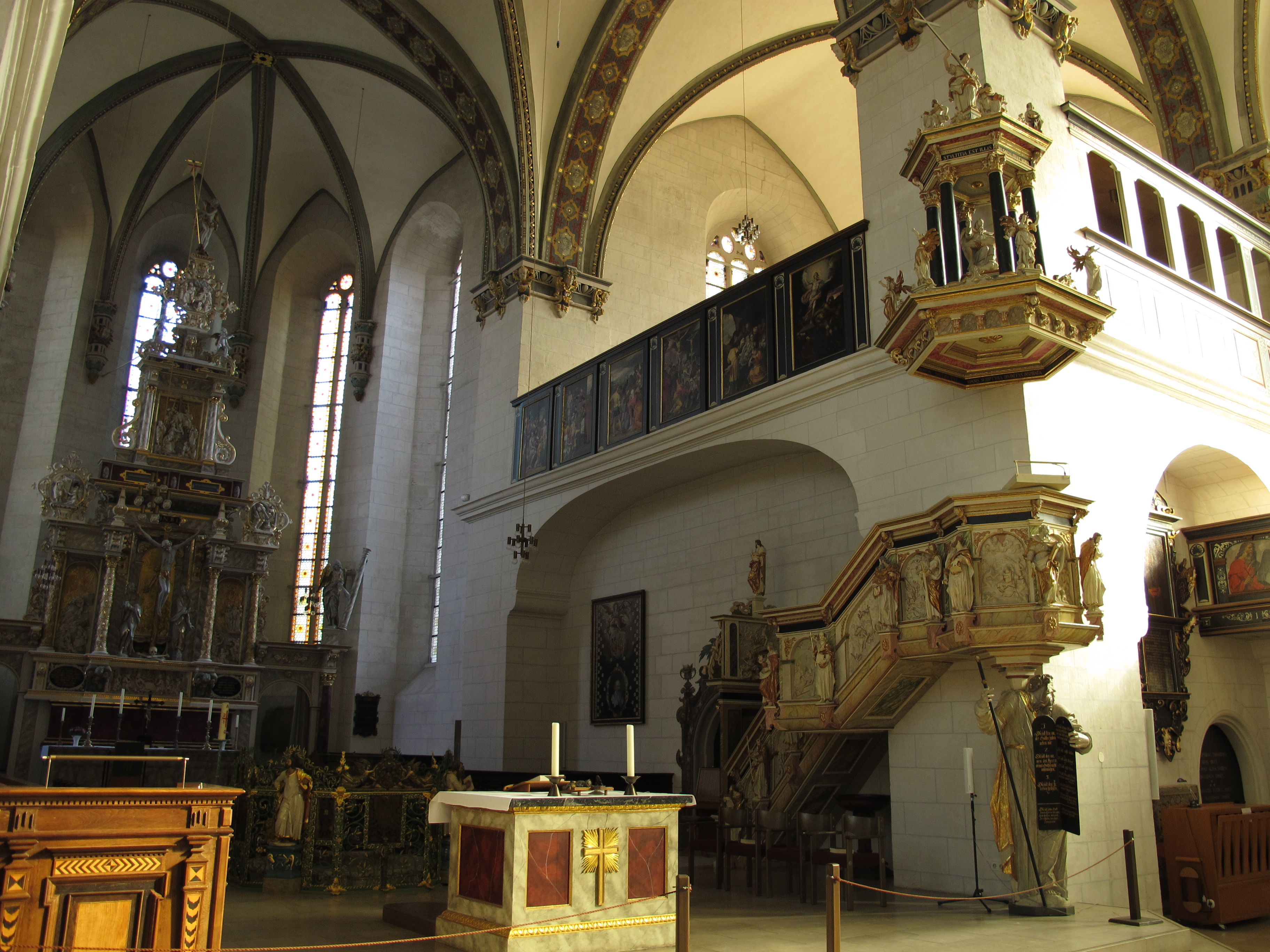
Altar und Kanzel

Details
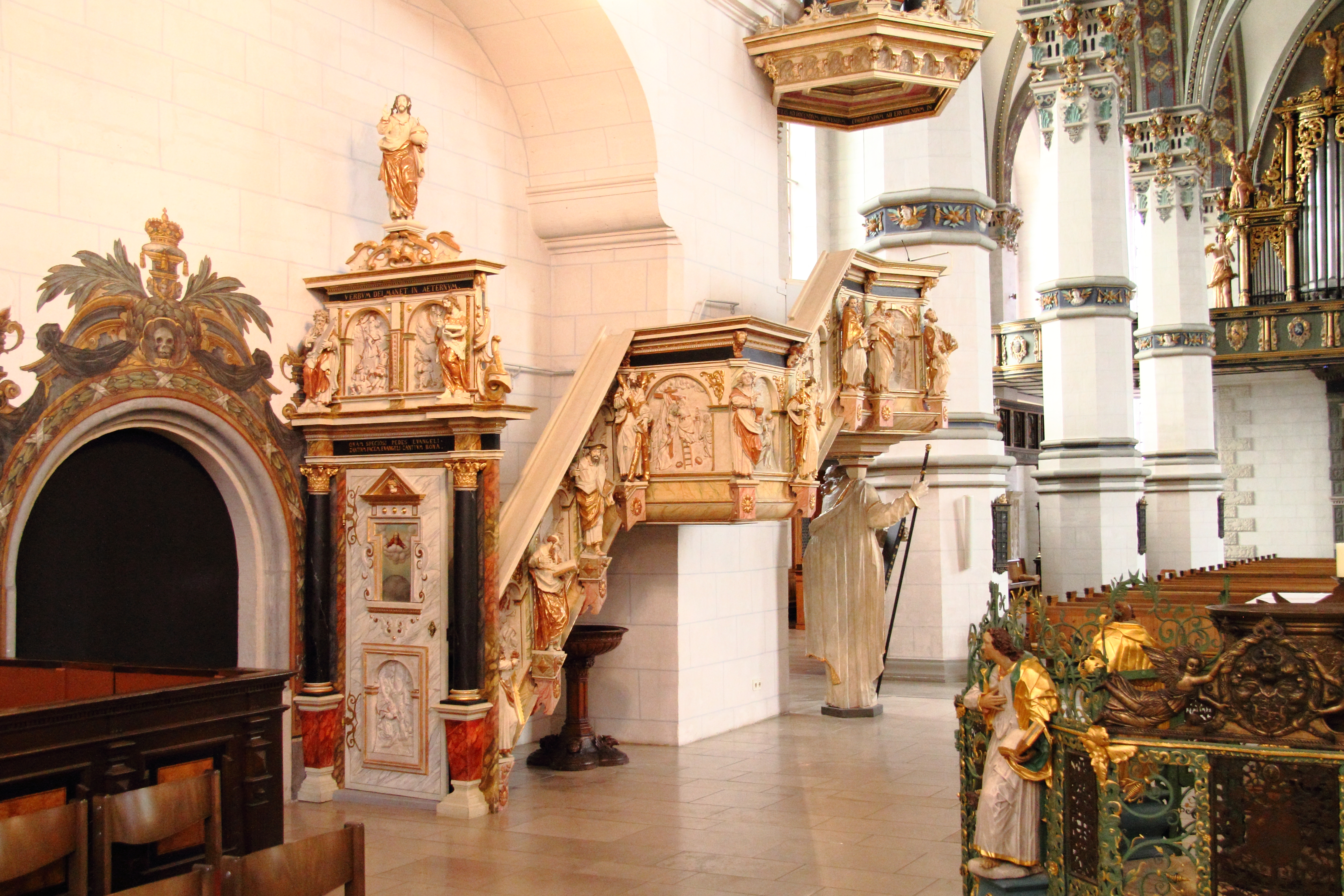
Kanzel
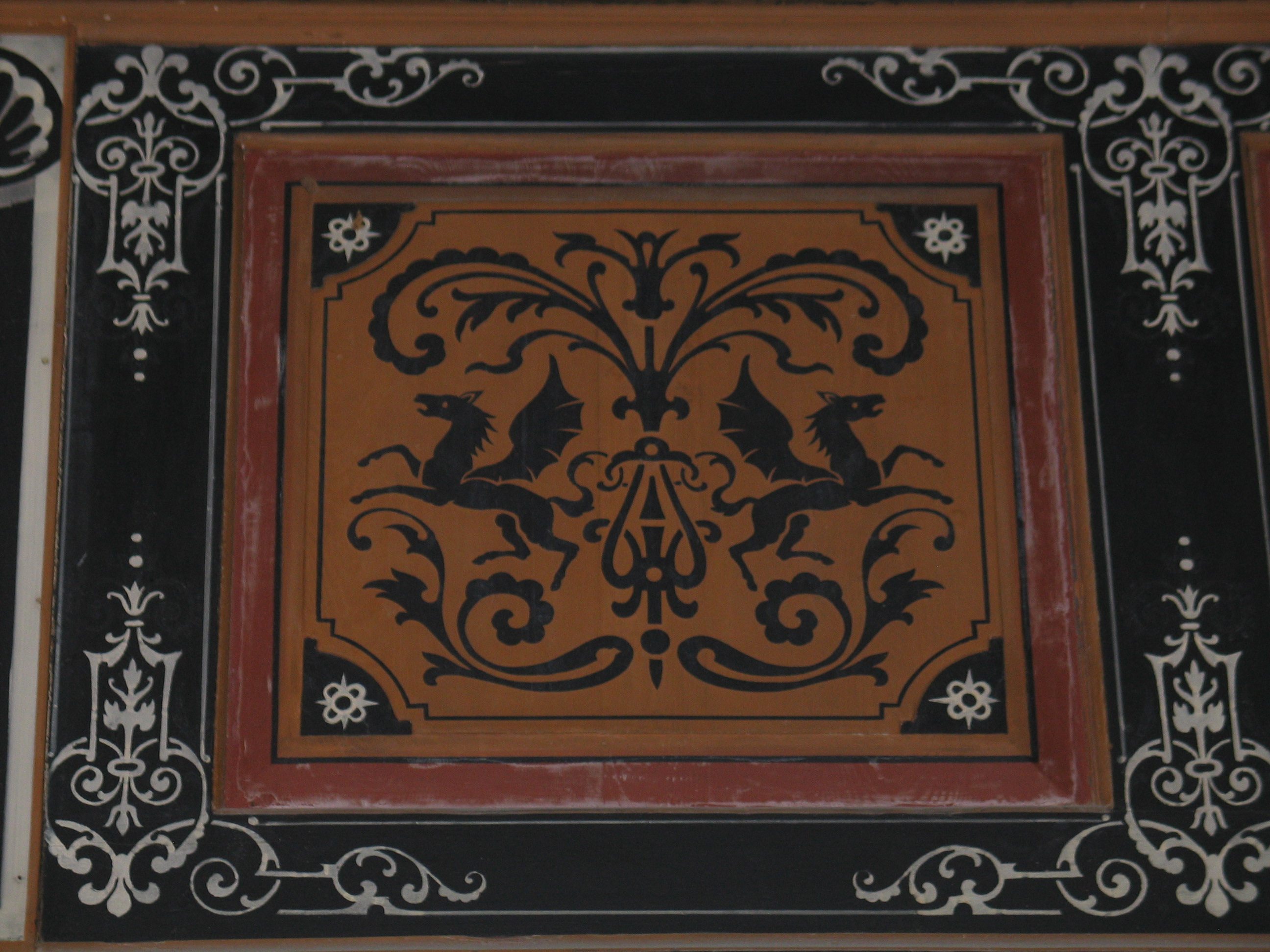
Empore
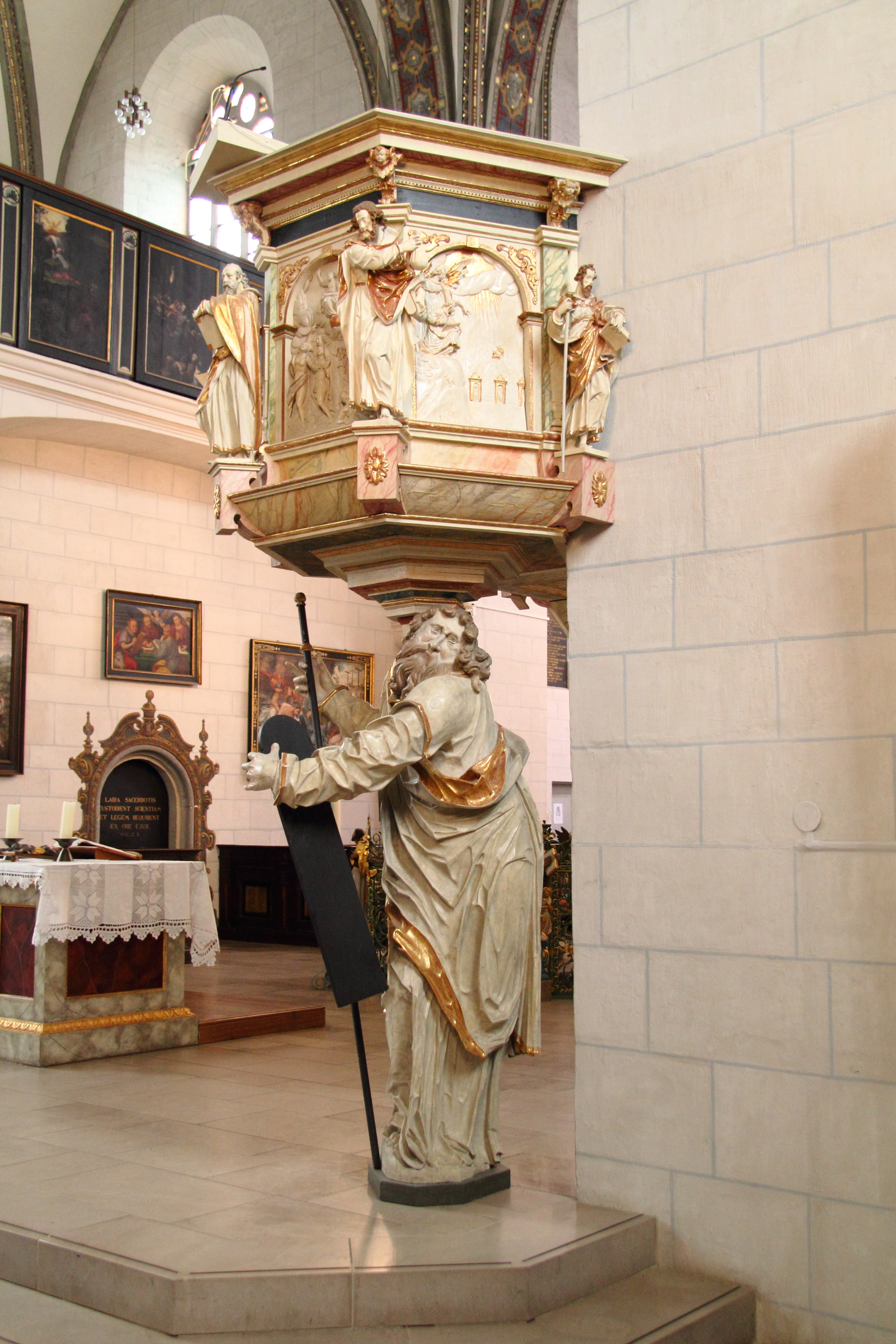
Kanzel
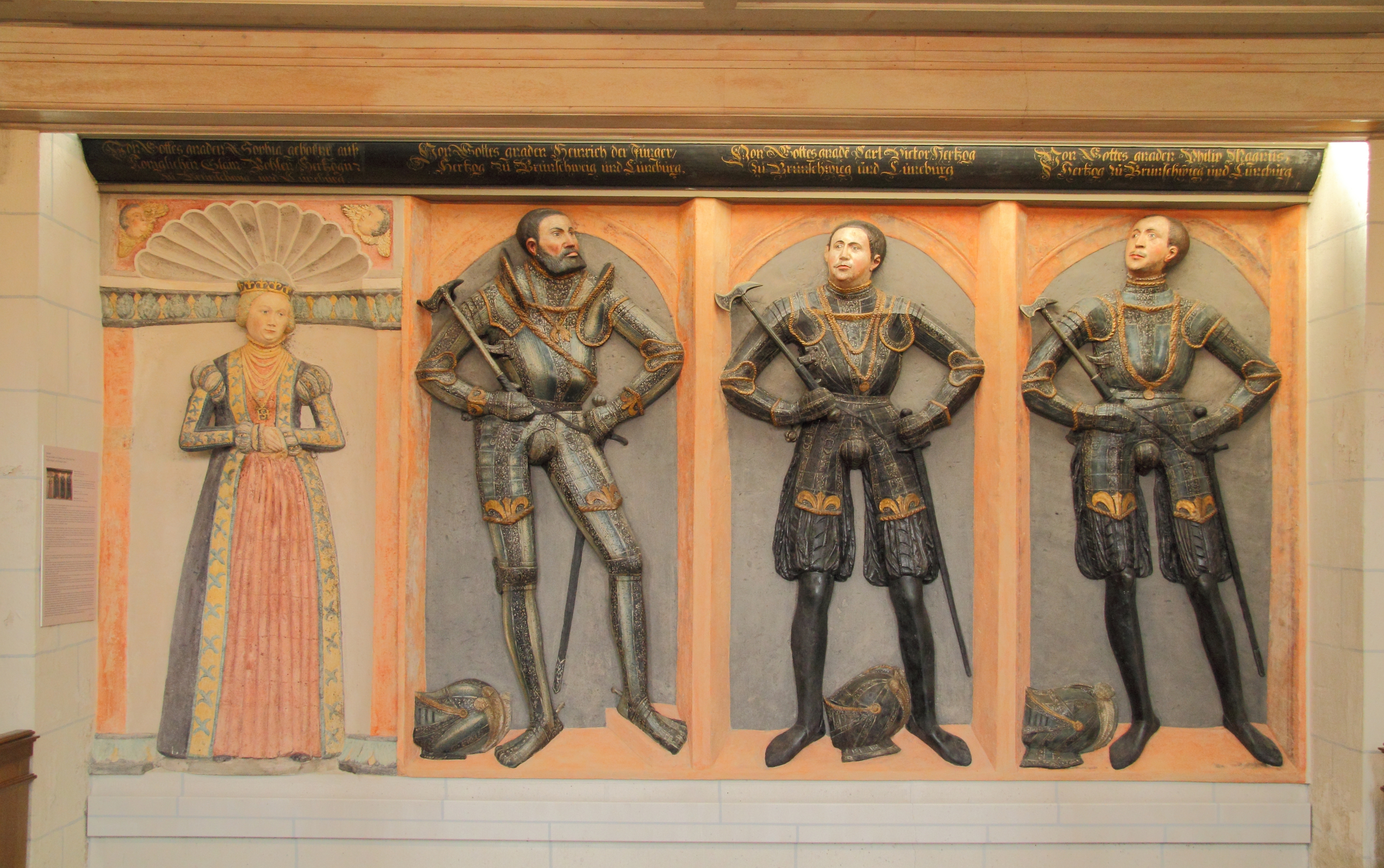
Grabstein
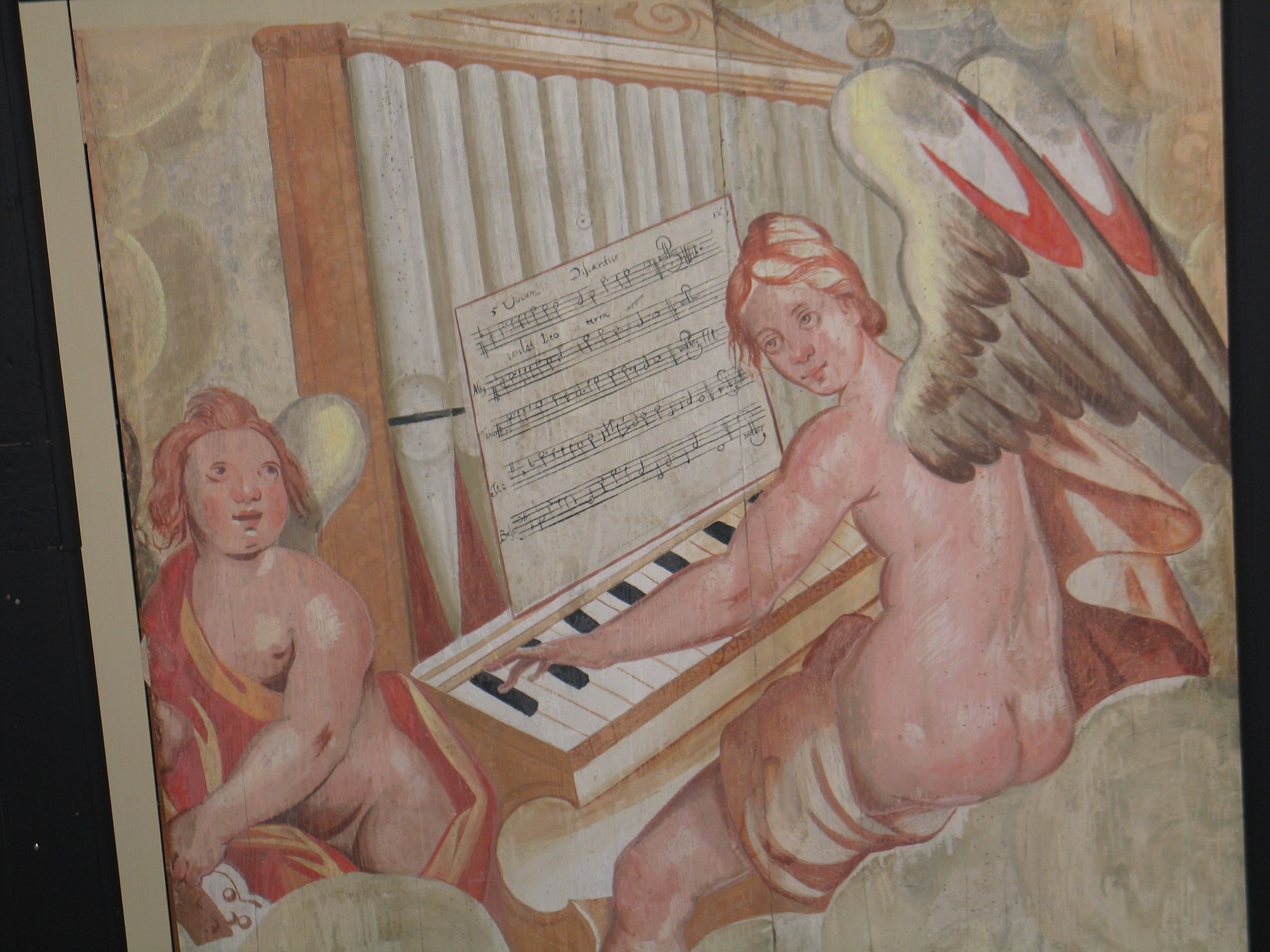
Deckengemälde
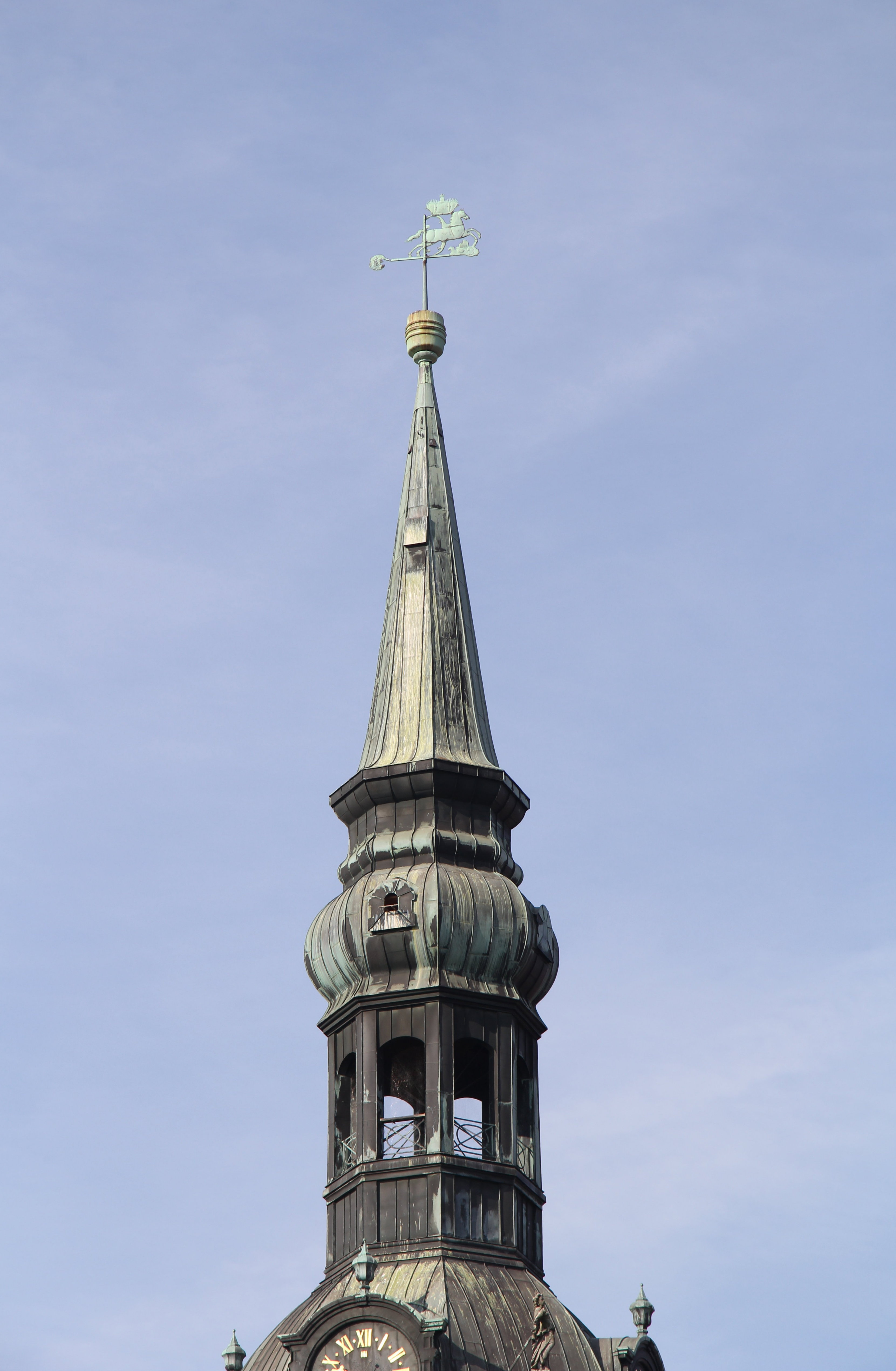
Turmspitze
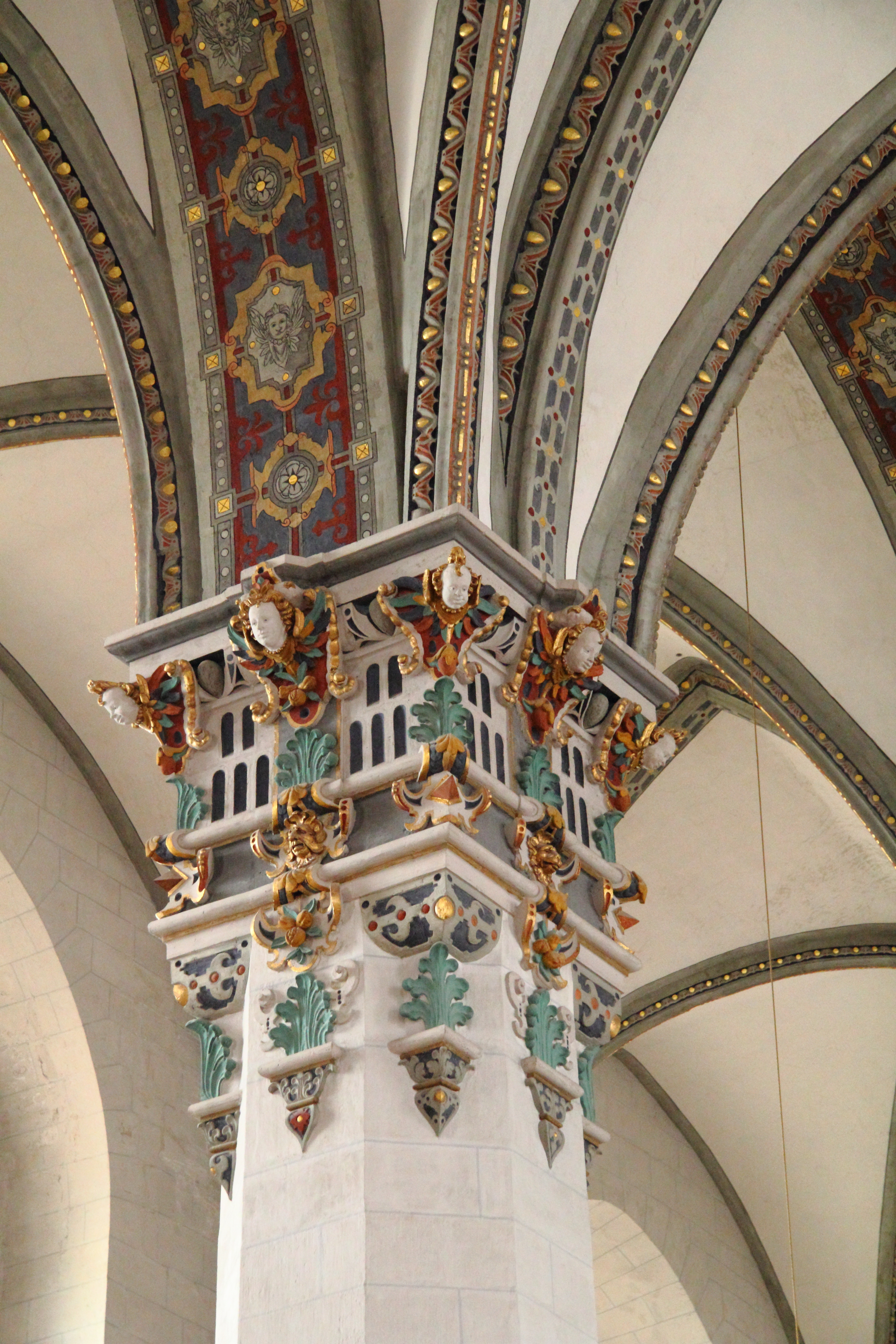
Typische Renaissance-Dekoration an den Säulenkapitellen
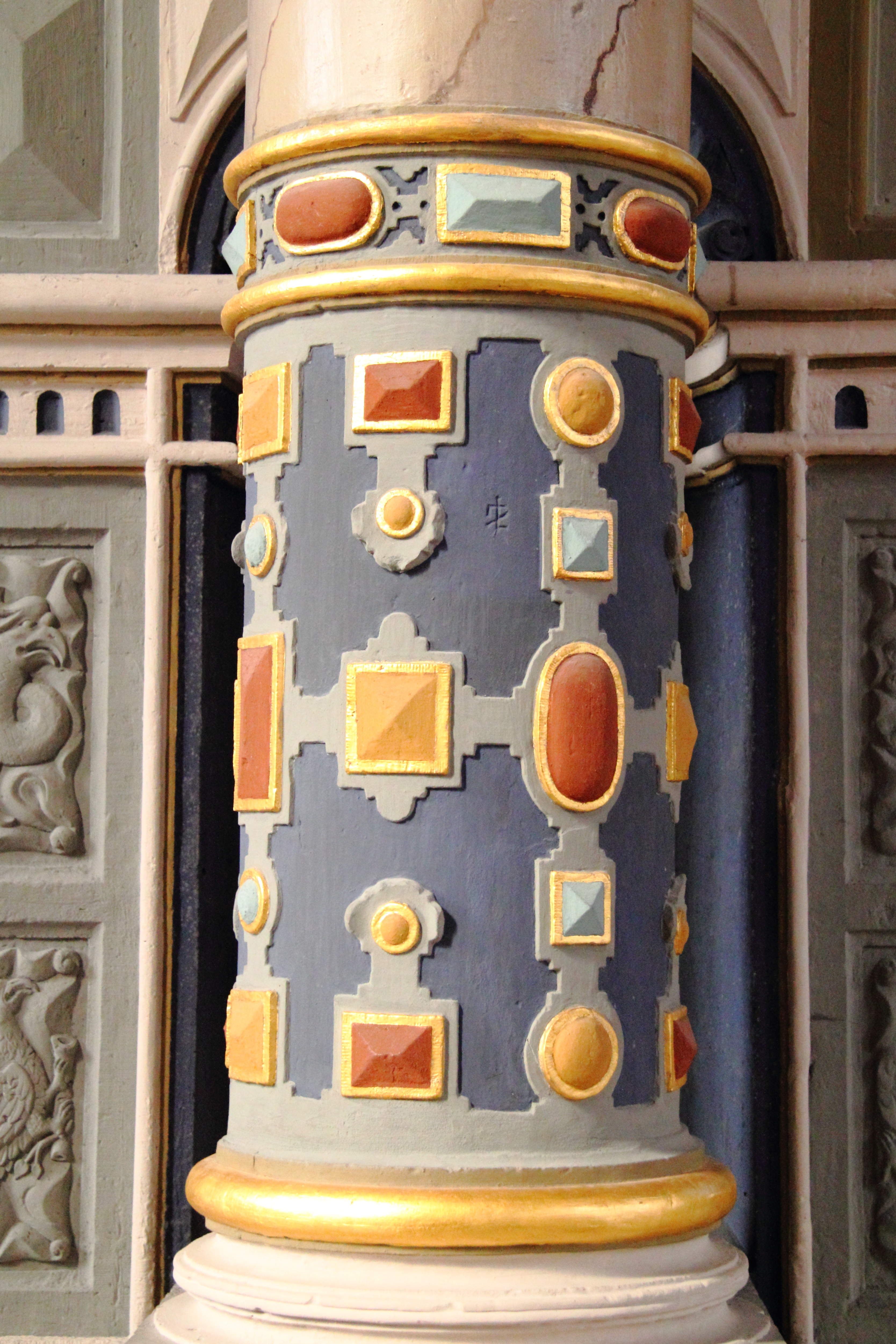
Dekorationselemente am Säulenschaft
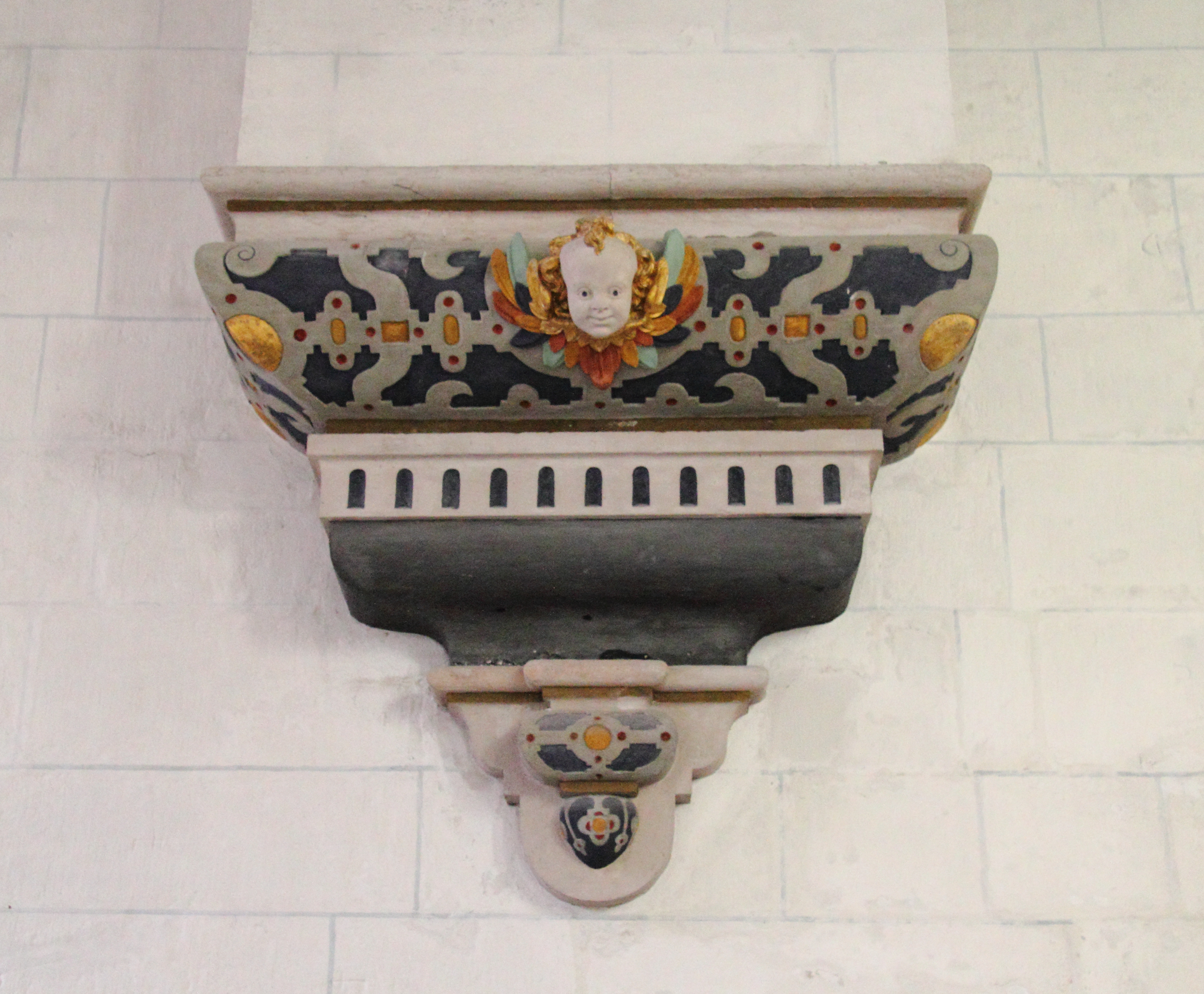
An der Wand
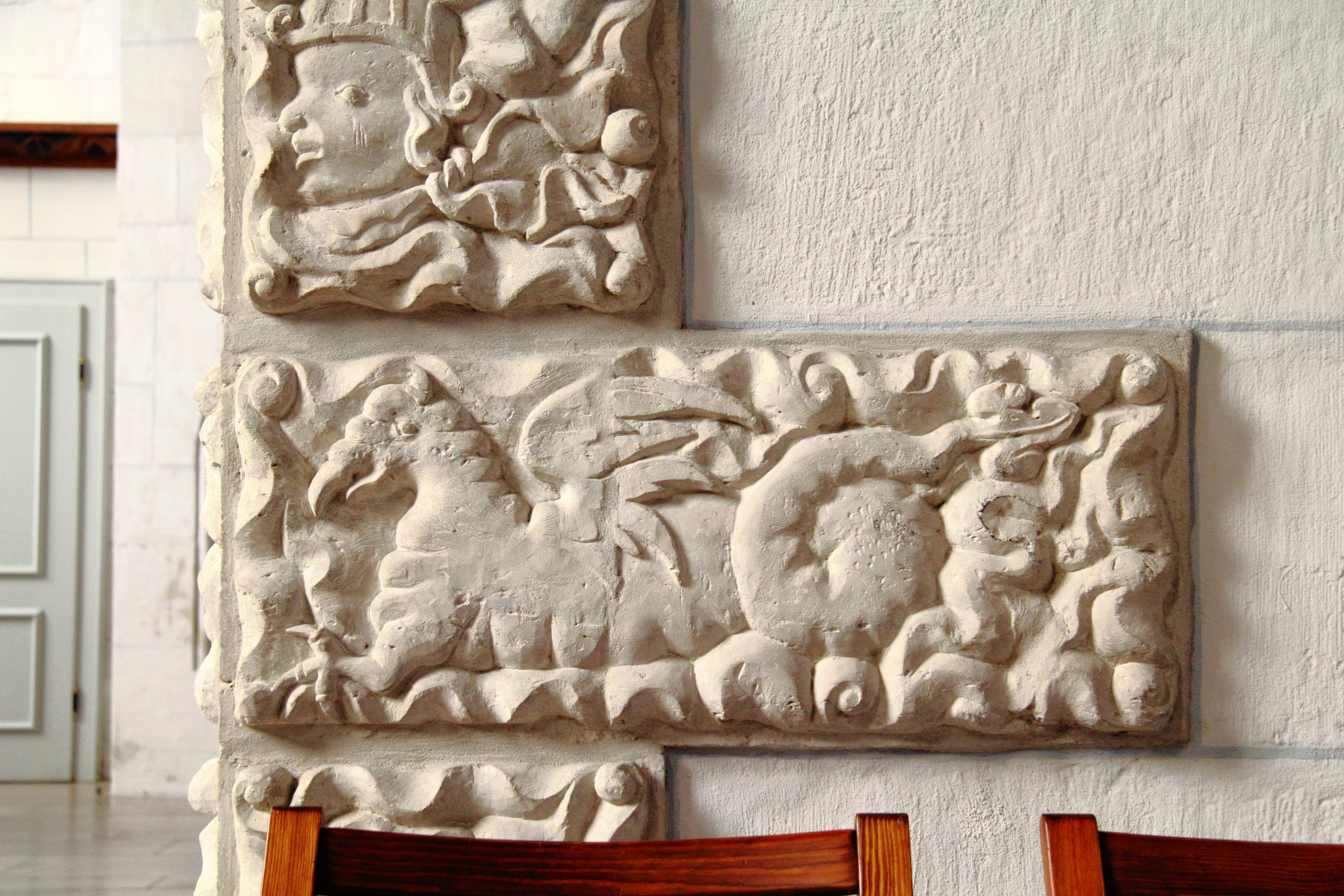
Am Bossenwerk von Ecksteinen